# Letteratura spagnola
La letteratura spagnola si compone di tutte quelle opere in lingua spagnola, manoscritte e a stampa, che sono state create in Spagna dal X secolo fino ai giorni nostri.

## Storia

### Le origini
Prima della nascita della lingua castigliana propriamente detta, è da registrare la presenza di una produzione lirica mozaraba, cioè un insieme di canzoni scritte e cantate dai cristiani durante la dominazione musulmana dei territori della Penisola iberica. La lingua in cui erano composte tali liriche era un «proto-spagnolo» che contribuì largamente, più del latino, alla formazione del castigliano. La composizione più diffusa all'epoca era la moaxaja, un lungo e complesso componimento poetico, che narrava storie d'amore in stile raffinato e ricercato. Queste moaxaja erano talvolta concluse da una jarcha, cioè una strofa finale che chiudesse le composizioni: tali jarcha derivavano dalle canzoni d'origine mozaraba, e venivano incluse nelle moaxaja inizialmente solo ricopiandole al termine delle stesse; tuttavia, Ibn Sanāʾ al-Mulk, trattatista egiziano del XII secolo, riporta la creazione di nuove jarcha originali. La tradizione della jarcha, iniziata nel IX secolo da un poeta di Cabra, proseguì fino al XII secolo, estendendosi anche in altri territori esterni alla Spagna; per esempio, furono composte della jarcha in lingua inglese e in persiano, e uno dei principali autori a riprenderne le caratteristiche fu il poeta ebreo Yehuda Ha-Levi. Nel XII secolo emerse un nuovo stile poetico, lo zéjel, che consisteva di una «glossa a un ritornello, con parole romanze sparse qua e là tra l'arabo o l'ebreo».

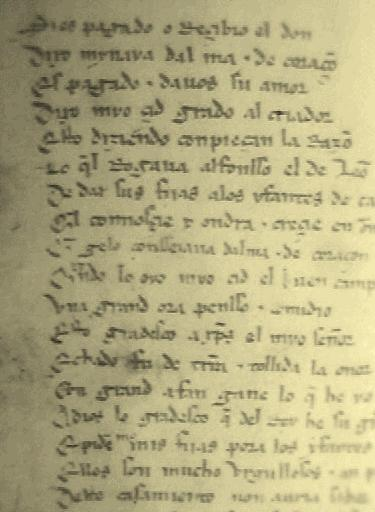
Il Poema del mio Cid conserva in antico spagnolo delle canzoni di gesta

#### Il poema epico
L'epica spagnola subì l'influsso della chanson d'origine francese e ne riportò svariati tratti. Il primo poema epico in lingua spagnola apparve intorno al 1100: secondo Ramón Menéndez Pidal, studioso di letteratura, il Poema del mio Cid (o anche Cantar de mío Cid) fu composto proprio in quel periodo. Secondo Menéndez Pidal il poema fu scritto da due diversi autori: al primo sarebbe da attribuire la stesura iniziale, di circa 500 versi, composta nel 1110; il secondo invece avrebbe aggiunto altri elementi (tra cui l'episodio del viaggio da Valencia a Burgos), verso il 1140, esaltando il provvidenziale matrimonio tra una discendente del Cid e il figlio di Alfonso VII volto a evitare una guerra: per via del contenuto delle aggiunte del «secondo poeta» egli può essere definito un «cantore di palazzo», vicino all'aristocrazia; sempre secondo Menéndez Pidal, non sono da escludersi interpolazioni successive o intermedie. Nel Cantar del Cid appaiono diversi elementi che sarebbero poi stati ripresi dalle opere successive della letteratura spagnola: l'economia del linguaggio, la verosimiglianza (questa in contrasto con il senso del mito presente nella chanson), i presentimenti e l'esattezza delle indicazioni geografiche. Il Cantar del Cid non fu l'unico poema epico del periodo pre-XIII secolo, ma delle restanti opere rimangono poche e frammentarie testimonianze: è di Menéndez Pidal la ricostruzione dell'opera Cantare degli Infanti di Salas, mentre un brano inerente alle vicende di Roncisvalle rappresenta i personaggi di Carlomagno e Orlando come figure positive, in controtendenza rispetto all'usanza castigliana di vederli come nemici.
Oltre all'epica, a comporre il corpus della poesia castigliana vi erano delle brevi canzoni, spesso non scritte ma riportate solo oralmente (e trascritte in epoche successive), con strofe di 2-3 versi. La letteratura in lingua galiziano-portoghese si distingueva invece per le poesie complesse e raffinate, che tuttavia conservavano caratteri popolari. Nel XIII secolo nacque un nuovo genere di poesia, che consisteva di poemetti dai versi «brevi e ritmati» che risentivano dell'influenza franco-provenzale e il cui esempio più noto è il Razón de amor. L'unico componimento considerato «teatrale» è l'Auto de los Reyes Magos: oltre a quello, fino al XV secolo non ve ne saranno altri, e a riportare il linguaggio teatrale nella letteratura spagnola fu Gómez Manrique. Nei conventi, invece, si originò il cosiddetto mester de clerecía, un genere che riprende l'epopea, attribuendole però una forma più popolare. Scritti in alessandrini, i poemi di tale genere trattarono dapprima storie a sfondo religioso, per poi cambiare e giungere a parlare dei costumi. Con il mester de clerecía scompare anche la musica che, in varie forme, aveva sempre accompagnato le liriche spagnole: ad esempio, il cantore che rappresentava il Cantar del Cid usava per sottofondo musicale dei semplici strumenti a percussione.

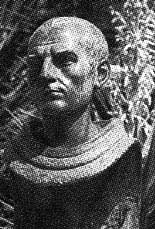
Un busto di Gonzalo de Berceo

Il primo poeta spagnolo del quale si conosce il nome è un prete, Gonzalo de Berceo, che scrisse alcune vite di santi e 25 narrazioni di interventi miracolosi della Vergine che raccoglie nei Milagros de Nuestra Señora (Miracoli di Nostra Signora). Berceo viveva nel monastero di San Millán de la Cogolla, e operò intorno alla metà del secolo XIII; fu uno dei primi autori a presentare se stesso nelle sue opere, raffigurandosi spesso, nelle miniature, intento a raccogliere documenti per poi riportarne i contenuti nei suoi versi. Berceo infatti dichiarava spesso, nei suoi scritti, di trarre le informazioni da documenti latini; egli adottò uno stile «semplice e diretto», con una forma delicata; la sua fama si esaurì abbastanza presto, venendo quasi dimenticato durante il Siglo de Oro, ma fu poi rivalutato e preso a modello dai poeti spagnoli del XX secolo. Il Poema de Alexandre, di Juan Lorenzo de Astorga, è invece opera rilevante per ricostruire la natura del sapere medioevale spagnolo: difatti, in essa sono contenute molte informazioni sulla cultura spagnola dell'epoca, che riprese in gran parte la tradizione classica. Partendo da una biografia di Alessandro Magno, il poema trattò numerose altre vicende in un susseguirsi d'anacronismi (per esempio, la Guerra di Troia), evidenziando quanto la cultura medioevale si rifacesse all'antichità classica (specialmente al mondo ellenico). Anche il Libro de Apolonio, anonimo come buona parte delle prime opere della letteratura spagnola, mostra caratteri ripresi dall'antichità, ma presenta dei tratti che si ritroveranno poi nel romanzo bizantino, come l'ambientazione greco-orientale.

#### La scuola di Alfonso X il Saggio
Sotto Fernando III furono tradotti vari testi di carattere giuridico, confluiti nel Fuero Juzgo, e alcune opere di Ximémez de Rada. Nella seconda metà del secolo XIII notevole è l'opera del figlio di Fernando III, il re di Castiglia e di León Alfonso X, detto il Saggio (1252-1284). La letteratura di Alfonso X il Saggio favorì il consolidamento e la diffusione del volgare castigliano, portando la prosa a livelli di maggiore maturità. Egli infatti compose o fece comporre trattati di astronomia, libri sui giochi, sulle pietre, traduzioni. Promosse la Scuola di traduttori di Toledo. A lui si deve il più importante codice legislativo del Medioevo, Las siete partidas, e soprattutto la Crónica general, storia della Spagna, che è da considerarsi la prima opera storiografica in castigliano. Ad Alfonso X dobbiamo anche i Cantigas de Santa María, 430 poesie scritte in galiziano-portoghese.

### Il Trecento
Il XIV secolo, è, per la letteratura spagnola, «un secolo di rinnovamento, inquietudine e diversità». Esauritosi il periodo del mester de clerecía dopo la comparsa del suo testo più rappresentativo, il Libro de Buen Amor scritto da Juan Ruiz, Arciprete di Hita, composto d'oltre settemila versi, Don Juan Manuel diede nuova linfa alla prosa introducendovi nuovi argomenti: infatti, mentre Alfonso X si era concentrato su opere scientifiche, Juan Manuel inaugurò una prosa caratterizzata dalla maggior attenzione verso lo stile e dalla volontà di rendere la scrittura una forma d'arte. Tra le forme d'importanza secondaria si trova la poesia aljamiada, a opera di arabi durante la dominazione cristiana; a Pedro López de Ayala si deve invece il Rimado de Palacio (Rimario di Palazzo), un poema morale.

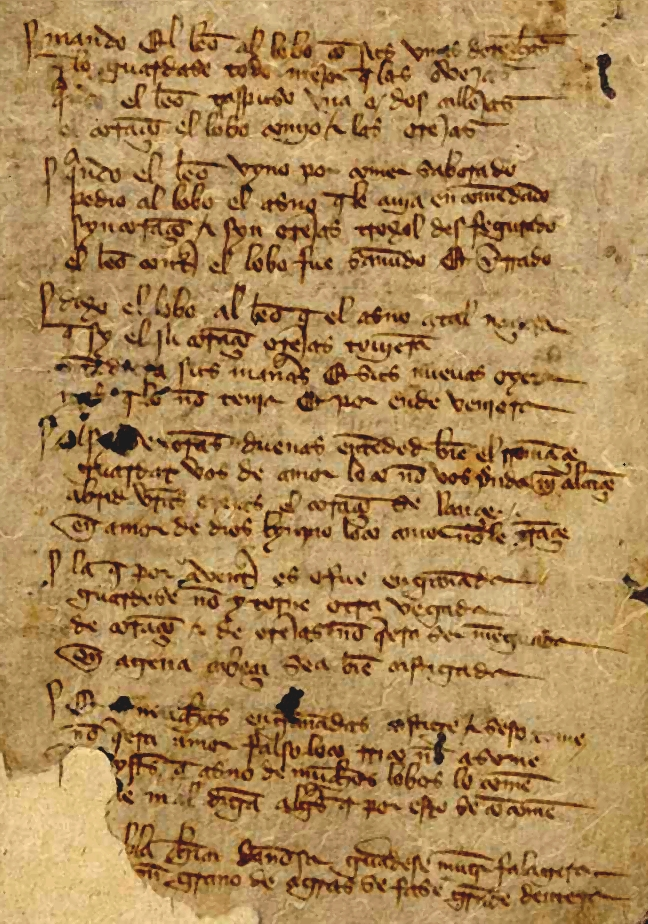
Una pagina del Libro de Buen Amor

Il Libro de Buen Amor di Ruiz (l'autore fornisce scarse informazioni circa se stesso, e non è da escludersi che possa non essere chi sostiene di essere) venne composto inizialmente nel 1330 e poi rielaborato nel 1343: esso racchiude in sé vari stili, tra cui lo zéjel, la lirica, l'allegoria e la satira; le storie sono narrate in toni scherzosi, e sono una mescolanza di generi e argomenti che rendono il Libro un'opera fortemente eterogenea. Il poema è caratterizzato da una grande ricchezza, sia dal punto di vista linguistico e lessicale che da quello puramente formale; contrariamente a quanto accadeva nel Medioevo, alle citazioni prese dalla tradizione classica è dedicato poco spazio, ed esse sono riportate con scarsa fedeltà e anzi con intenzionali modifiche. L'opera di Ruiz pose quindi fine, in via praticamente definitiva, alla parte centrale del Medioevo letterario spagnolo.
Pedro López de Ayala (1332-1407) era un cancelliere: il suo Rimado de Palacio tratta della vita politica spagnola, concentrandosi in special modo su quella vissuta all'interno della corte reale; in esso risaltano le riflessioni morali, in cui vengono descritte le degenerazioni sociali del periodo, sia nei ceti meno abbienti (per esempio i commercianti) che in quelli più elevati, teatri di complessi intrighi di potere. Tra le varie critiche ve n'è una rivolta al clero, accusato di eccessiva attenzione ai beni materiali. Ayala fu anche autore di opere prosastiche di storiografia: le cronache da lui scritte riportano le gesta di vari re dell'epoca, anche in chiave critica.
Don Juan Manuel (1282-1348), considerato uno degli autori più capaci e influenti del Trecento spagnolo, scrisse diverse opere, che poi elencò in un codice (andato perduto) che rigorosamente le raccoglieva al fine di evitare errori di copia. Tra gli scritti di Juan Manuel vi sono il Libro del caballero et del escudero, opera ricca di dettami morali; il Libro de los castigos, incentrato sulla condotta da tenere in guerra e a corte; il Libro de los estados parla invece della struttura della società, con particolare attenzione alla famiglia reale. Il Conte Lucanor, detto anche il Libro de Patronio o Libro degli esempi, è l'opera principale di Juan Manuel: esso è una raccolta di favole, parabole, novelle satiriche e allegoriche. Lo stile del Libro de Patronio è ricercato, con «semplice eleganza espressiva».
L'esperienza cortese, sviluppatasi in Francia, non raggiunge invece la Spagna, anche se non mancarono traduzioni di romanzi cortesi.

### Il Quattrocento e l'Umanesimo

#### Poesia: Manrique e l'avvento delromance

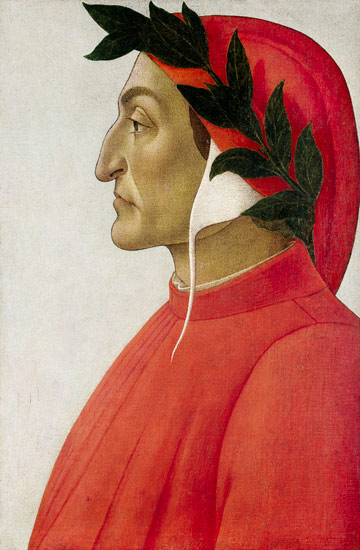
La figura di Dante Alighieri ricoprì un ruolo di primo piano nella formazione delle opere del Quattrocento spagnolo

Il XV secolo inaugurò un periodo di raffinamento delle opere letterarie, in special modo della poesia, grazie anche al contributo dell'ambiente delle «corti d'amore provenzali» e alla sempre maggiore influenza del movimento culturale italiano, che raggiungerà il suo apice nel secolo successivo. Le opere di Dante, Boccaccio e Petrarca guadagnarono notorietà anche in territorio spagnolo, e alcuni riuscirono a seguirne le indicazioni, come il Marchese di Santillana (1398-1458), che diffuse in modo efficace le teorie umanistiche e al quale si deve il primo saggio critico-linguistico in castigliano dal titolo Lettera proemio al conestabile Don Pedro di Portogallo; altri, invece, si limitarono a imitare le forme poetiche della letteratura italiana, tentando di replicare l'endecasillabo dantesco, ottenendo risultati non eccelsi ma aprendo la strada all'utilizzo del verso che acquisterà poi una posizione di preminenza nella metrica della lirica spagnola. La maggior parte dei poeti proveniva dagli ambienti più altolocati: gli autori si dedicarono in special modo ai canzonieri, di cui è un esempio tra i più importanti il Canzoniere di Baena, composto appunto da Juan Alfonso de Baena nel 1445. Chi scriveva i canzonieri era solitamente stipendiato per questa attività, anche perché i canzonieri erano spesso commissionati dai signori che desideravano omaggiare le proprie compagne con opere in versi che ne sottolineassero la bellezza e le doti.
Tra le opere che maggiormente citarono gli autori italiani vi furono quelle di Miçer Francisco Imperial, che con i suoi sonetti e i suoi poemi allegorici s'ispirò a Dante Alighieri; è di Ferrant Sánchez, invece, il Decir de las vanidades del mundo, in cui gli endecasillabi di sapore italiano si mescolarono con dei dodecasillabi più consoni ai ritmi e ai suoni dello spagnolo. Juan de Mena (1411-1456) fu invece l'autore di El laberinto de fortuna, o Las trescientas (Le trecento, nome che indica il numero di strofe di cui è composta l'opera), altra opera che richiamava quelle di Dante per i contenuti (visioni oniriche con forte componente simbolica) e una metrica che, affidandosi alle ottave, cerca di avvicinarsi ancora ai componimenti in italiano. Il principale esempio di canzoniere sono le Coplas a la muerta de su padre di Jorge Manrique (1440-1478), nipote di Gómez Manrique (1412-1490); la metrica dell'opera vede lo schema 8a-8b-4c-8a-8b-4c. Il tema è la morte, trattata con serenità e immediatezza: il decesso viene presentato quale ideale punto d'eguaglianza che pone tutti sullo stesso piano, annullando le differenze sociali. Le citazioni del mondo classico, frequenti nelle opere medioevali, sono assenti nelle Coplas: e proprio l'opera di Manrique si pone quale ideale chiusura del Medioevo spagnolo.
Il romance è una composizione tipica della poesia colta, fortemente legata alla tradizione orale delle canzoni, e in particolar modo alle chanson de geste. Nel romance la musicalità è essenziale, e difatti quasi tutti i romance (eccezion fatta per una raccolta pubblicata nel XVII secolo) dovevano essere cantati. Al romance si deve anche l'introduzione di una nuova combinazione metrica, che porta il suo stesso nome; José María Valverde spiega così la metrica e l'esecuzione del romance:
(Valverde, p. 57)

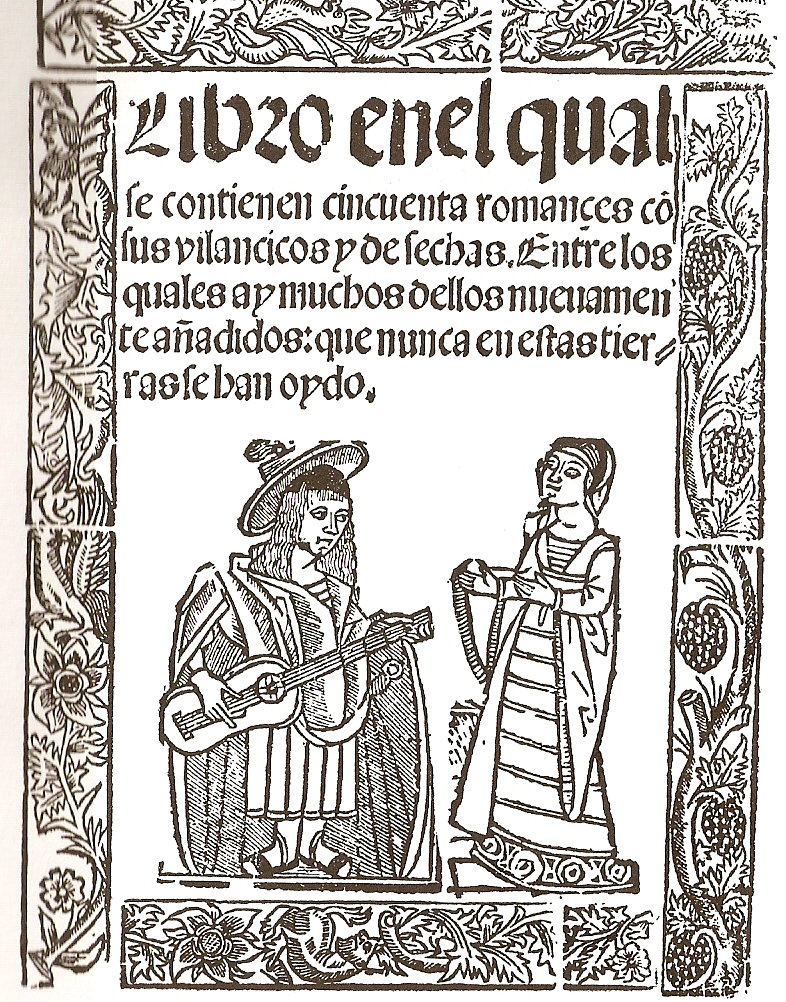
Il romancero intitolato Libro de los cincuenta romances (1525)

In questo, il romance differisce dalle composizioni solitamente impiegate nella letteratura italiana, come l'ottonario, poiché lo spagnolo richiede una diversa distribuzione degli accenti (a maggiore distanza rispetto a quelli dell'italiano, impiegati, nell'ottonario, ogni quattro sillabe). La struttura presenta altre peculiarità: ad esempio, anziché iniziare e terminare gradualmente, il romance ha un principio e una fine immediati, recisi, ad aumentare il contenuto di mistero dell'opera. Le caratteristiche sopra descritte, tuttavia, sono da considerarsi indicative, poiché alcune raccolte di romance di diverse epoche, come quelle compilate da Ramón Menéndez Pidal o Dámaso Alonso, presentano romance radicalmente differenti tra loro. Il romance esperì grande diffusione e popolarità nel Quattrocento, tanto che erano in molti a saperli a memoria, a prescindere dalle loro condizioni economiche e dal loro livello di istruzione. Il romance contribuì anche al tipo di spagnolo arcaico parlato nelle popolazioni ebree sefardite, di Salonicco e di altre d'origine spagnola, poiché il fatto d'aver imparato le composizioni a memoria incise sulla loro conoscenza della lingua. A metà del XVI secolo comparvero molti Romancero, ovvero delle raccolte di romance, che divenivano scritti, stampati su carta, e non più solo trasmessi oralmente (peraltro, la natura prettamente orale dei romance portò molti di essi a subire numerose variazioni di contenuto). Contrariamente a quanto accadeva talvolta nella letteratura medioevale, nei romance la magia è argomento scarsamente trattato, e anzi quasi del tutto ignorato. I romance hanno costituito una parte fondamentale della letteratura spagnola, tanto che mantennero la propria popolarità anche durante il Siglo de Oro, divenendo una vera tradizione.
Tra gli italianisti di quest'epoca ci furono Íñigo López de Mendoza, Marchese di Santillana (1398-1458), ed Enrique de Villena (1384-1434) che tradusse la Divina Commedia.

#### Prosa:Celestinae i cronisti
La prosa del Quattrocento spagnolo vide due movimenti principali, le cronache e i primi esempi di romanzo, e uno secondario, quello teatrale. Le nuove tendenze umanistiche si estesero anche alle cronache, trasformandone il linguaggio: benché rimanessero sempre opere d'ispirazione popolare, esse iniziarono a descrivere la realtà in prosa più raffinata e artistica. Tra i vari cronisti del periodo sono da citare Fernán Pérez de Guzmán (autore del Mar de historias), Hernando del Pulgar, Gonzalo Chacón, Diego Enríquez del Castillo e Mosén Diego de Valera (questi due cronisti reali) e Gutierre Díaz de Games, autore de El Victorial. Autori di critiche meno aderenti alla realtà e con maggiori elementi fantastici sono Pedro de Corral (Crónica sarracina) e Ruy González de Clavijo, cui si devono due libri di viaggi (Andanças e viajes de Pero Tafur por diversas partes del mundo avidos e Vida y hazañas del Gran Tamorlán).

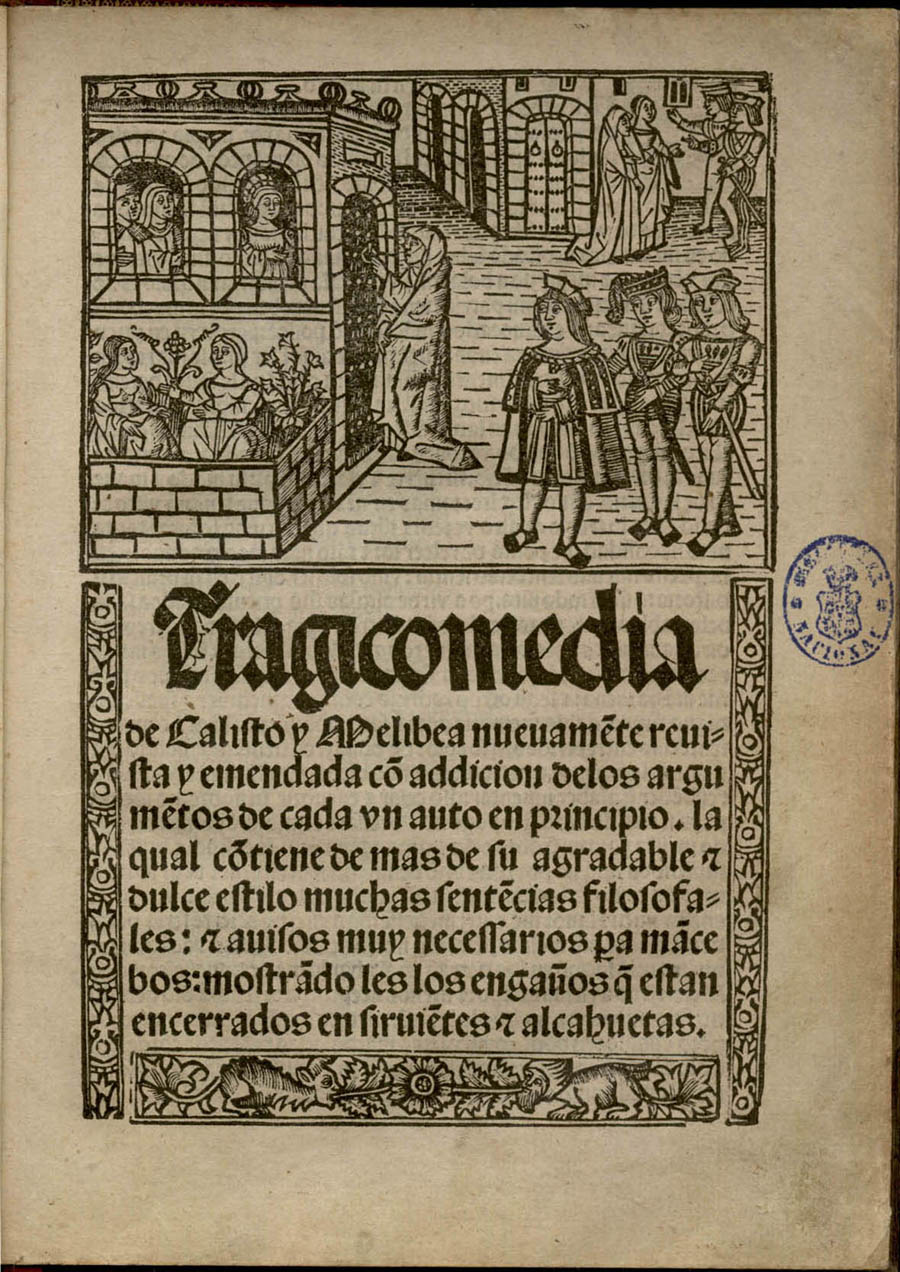
La copertina di Celestina

Oltre alle cronache, proseguivano le favole morali: ne è un esempio il Libro de los gatos, anonimo; a Enrique Pacheco si devono invece alcune opere d'insolita fattura. Tuttavia, l'evento saliente nella prosa spagnola del XV secolo è la nascita del romanzo. Partendo da opere pregresse quali La Gran Conquista de Ultramar e El caballero Zifar, si formarono le prime caratteristiche del romanzo cavalleresco spagnolo; il romanzo sentimentale, invece, fu rappresentato da El siervo libre de amor, opera di Juan Rodríguez de la Cámara che si ispirava ai romanzi italiani, e in special modo da Cárcel de amor di Diego de San Pedro, libro pubblicato nel 1492 che ebbe grande successo per i successivi due secoli. Cárcel de amor è stato paragonato, per contenuti e forma, a I dolori del giovane Werther di Goethe. Nel 1499 fu edito un libro scritto da Fernando de Rojas intitolato Tragicomedia de Calisto y Melibea, conosciuto anche come Celestina. L'autore sostiene d'aver trovato il primo atto già composto, e di aver ampliato l'opera fino a farle raggiungere i sedici atti di lunghezza (21 nell'edizione del 1502): la Celestina racconta una storia d'amore tra due giovani, Callisto e Melibea, che dopo un intenso svolgimento si conclude con la morte di entrambi. L'opera è una sorta di «romanzo dialogato», pur non contenendo elementi teatrali; il personaggio più singolare è Celestina, anziana che nell'opera ha il compito di far incontrare i due amanti, dotata di un linguaggio «vivo e diretto». L'intero romanzo è caratterizzato da «durezza» e «pessimismo»: ritorna il ricorso all'ispirazione classica, specialmente fondata sui poeti latini.
Un tentativo di scrivere delle opere teatrali si deve a Gómez Manrique: due suoi scritti, Representación del Nacimiento de Nuestro Señor e Lamentaciones fechas para Semana Santa, benché non di grande rilevanza, sono tra i primi esempi di teatro nella letteratura spagnola. Il genere teatrale, infatti, era stato ignorato per tutto il Medioevo, e Manrique fornì un isolato e primigenio impulso che verrà ripreso poi da Juan del Encina, autore delle églogas (adattamenti delle Egloghe di Virgilio), e durante il Siglo de Oro.

### IlSiglo de Oro(1492-1681)

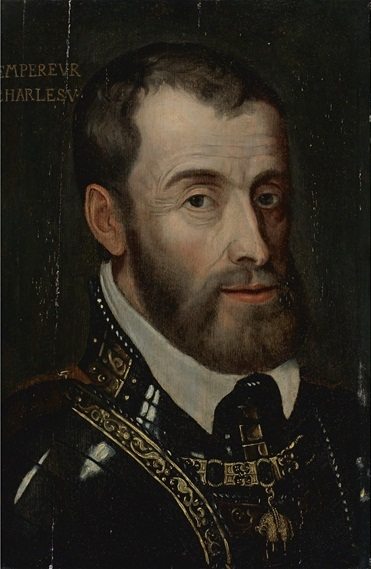
Carlo V, primo re del Siglo de Oro

Il cosiddetto Siglo de Oro (secolo d'oro) è il periodo in cui la cultura spagnola vive grande floridezza, con fervente attività letteraria e grande potere politico. Non vi è uniformità delle fonti riguardo alla data dell'inizio di questo periodo: per alcuni è il 1492, anno della scoperta dell'America; altri invece indicano il 1516, data dell'insediamento di Carlo V sul trono reale. Per indicare la fine del Secolo d'oro, invece, è generalmente utilizzato l'anno 1681, con la morte di Calderón de la Barca. Si suole dividere il Secolo d'oro in tre grandi periodi: 1516-1555 (regno di Carlo V); 1555-1635 (dal regno di Filippo II alla morte di Lope de Vega); 1635-1681 (fino appunto alla morte di Pedro Calderón de la Barca). Nella prima metà del XVI secolo furono fondamentali le opere di Bartolomé Torres Naharro e del portoghese Gil Vicente. Specialmente il secondo, autore di scritti sia in spagnolo che in portoghese, contribuì alla formazione delle basi che, nel cosiddetto «periodo di transizione» tra il Quattrocento e il Secolo d'oro, verranno riutilizzate dagli scrittori nei decenni successivi per la composizione delle loro opere.
L'espansione dei territori spagnoli fece sì che il Paese iberico fosse più facilmente soggetto alle influenze culturali provenienti da altre nazioni: ne è un esempio l'apporto dato dal Rinascimento italiano alle opere del periodo; oltre alla cultura italiana, tra i territori conquistati fu capitale l'influenza dell'America (intesa come continente).

### Il Cinquecento e il Siglo de Oro

#### Il primo periodo (1516-1555)
Il primo periodo del Siglo de oro fu caratterizzato da una mentalità aperta agli influssi culturali provenienti da Italia e America. L'Umanesimo, sempre più presente in Spagna, fa sì che inizino a guadagnare notorietà le idee di Erasmo da Rotterdam, il cui pensiero, pur non ponendosi in totale contrasto con la fede nel cattolicesimo, assume comunque forme critiche nei confronti delle gerarchie ecclesiastiche, portando un concetto di «fede» più legato all'interiorità del singolo piuttosto che all'aderenza ai dettami della Chiesa. Queste idee prendono il nome di erasmismo, e vengono diffuse da alcuni autori come, tra gli altri, Juan e Alfonso Valdés. La fiducia nelle capacità e nelle possibilità dell'uomo portò all'introduzione della scienza nell'arte: ciò venne applicato in special modo alla letteratura.
Il maggior poeta di questo periodo è Garcilaso de la Vega (1501-1536) che fa conoscere la metrica della poesia rinascimentale italiana, e prima di lui ci fu il poeta e commediografo Juan Fernández de Heredia. De la Vega, ispirandosi alle opere di Petrarca, aggiunse nuovi elementi di musicalità, già comparsi con gli scritti di Juan Boscán (autore ricco di influenze italiane, specialmente provenienti da Pietro Bembo e Bernardo Tasso). Nell'àmbito della poesia lirica fu quindi Garcilaso de la Vega la figura preminente della prima fase del Secolo d'oro: le sue caratteristiche profondamente rinascimentali – la poesia come «voce dell'amore», amore idealizzato e sempre irraggiungibile, l'intimità dei versi, l'eleganza dello stile – impressionarono molto gli autori coevi e quelli immediatamente successivi, che presto s'ispirarono a lui. Il 1542, con la pubblicazione delle liriche di de la Vega e Boscán, diede inizio al nuovo stile poetico spagnolo.
Per quanto riguarda la prosa, la prima fase del Siglo de oro vide diversi movimenti: uno di essi è la «prosa didattica», i cui principali esponenti furono i fratelli Valdés, Juan e Alfonso, sostenitori dell'erasmismo. Nel contenuto delle loro opere, entrambi criticano la corruzione presente nella Chiesa; dal punto di vista dello stile, invece, Juan Valdés dichiara la necessità di una prosa che si ponga a metà tra richiami latini e vicinanza allo stile del popolo, riportandola nel suo Diálogo de la lengua. AI fratelli Valdés può essere accomunato Cristóbal de Villalón, anch'egli autore di opere ricche di opinioni critiche. Il predicatore Antonio de Guevara (1480-1545) fu cronista di Carlo V: le sue Epístulas familiares ebbero molto successo in Spagna, mentre all'estero fu molto diffuso il suo scritto intitolato Relox de príncipes y Libro de Marco Aurelio; Guevara contribuì alla nascita dell'eufuismo in territorio inglese.
Amadís de Gaula fu il più importante romanzo cavalleresco dell'epoca: esso inaugurò il punto di massima espansione di tale genere letterario (di cui fece parte un altro romanzo, il Palmerín de Oliva, pubblicato nel 1511 e anch'esso molto letto). Il principale avvenimento nel campo della prosa letteraria, però, fu l'avvento del romanzo picaresco. Ad aprire la strada a questo genere fu un'opera, il Lazarillo de Tormes: il realismo del libro, che si contrapponeva all'idealismo e all'astrazione dei romanzi cavallereschi, rappresentava sì una forma di evasione, di divertimento, ma differente rispetto a quella offerta dalle opere cavalleresche; il protagonista, il pícaro (furfante) narra con cinismo e disillusione, con toni talvolta beffardi, prendendo la vita alla giornata. Il pícaro è costretto a vivere in un mondo in cui è necessario battersi con armi sleali; eppure, non è un personaggio negativo, dato che lo fa solo perché senza alternative. Stilisticamente il romanzo picaresco portò con sé importanti innovazioni: in primo luogo, l'assenza di una vicenda centrale, sostituita da una prosa narrativa libera, sempre in prima persona; in secondo luogo, cambiò il punto di vista: essendo assente un problema che catalizzi l'attenzione del lettore su di sé, essa si sposta sulla personalità del protagonista, rivelata dalle azioni e dai pensieri del narratore.
La produzione teatrale aumentò, vista l'accresciuta quantità di autori che si dedicarono alla stesura di testi di tale genere: oltre ai già citati Gil Vicente e Torres Naharro, contribuirono anche Fernán López de Yanguas e Lucas Fernández.

#### Il secondo periodo (1555-1635)
Il secondo periodo, quello del regno di Filippo II, vide invece una maggiore rigidità, un rigore introdotto e incoraggiato dalle guerre di religione presenti in Europa in quegli anni.

##### La poesia

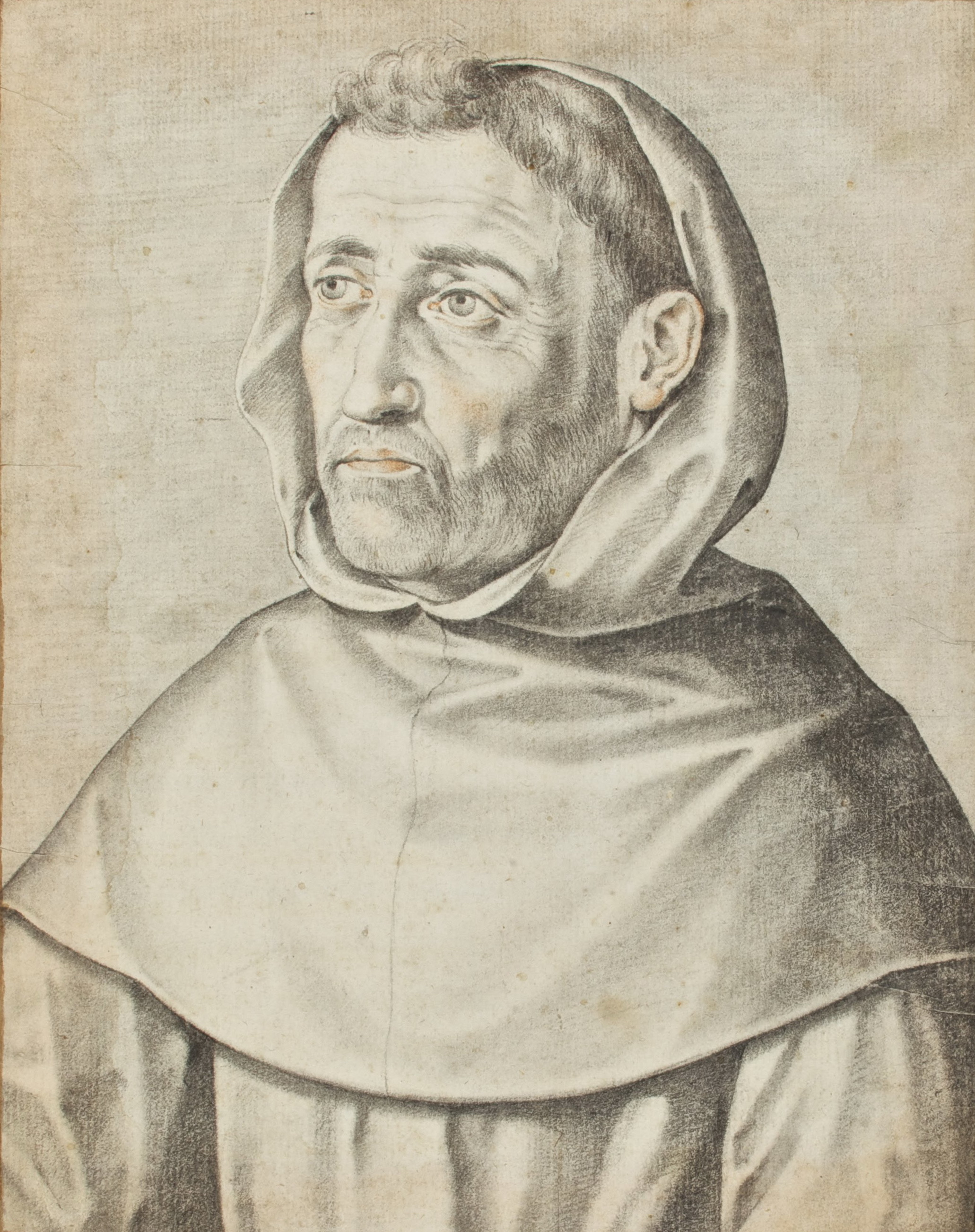
Luis de León

Questa seconda fase vide sorgere due nuove scuole di poeti: quella sivigliana (di Siviglia) e quella salmantina (cioè di Salamanca). La prima, guidata da Fernando de Herrera (1534-1597), è caratterizzata da uno stile vivace, ricco ed eloquente; della seconda il maggiore esponente è Fra' Luis de León, teologo di palazzo, filologo e poeta molto attento alla purezza linguistica, tanto da creare un alfabeto appositamente ideato per i poeti, per aiutarli nella pronuncia dei versi. Tra i principali componenti della scuola sivigliana vi è Baltasar de Alcázar (1530-1606); per la scuola salmantina si possono citare Francisco de Medrano (1570-1607) e Francisco de Aldana (1537-1578). Luis de León, con il suo stile «sobrio e classicheggiante», fu tra i poeti di maggior valore della sua epoca: rinchiuso in carcere per le accuse di eresia rivoltegli dagli avversari, vi scrisse le sue opere più significative. Nelle poesie di León si ritrovano aspetti d'ispirazione classica (l'armonia universale presa da Pitagora e Platone) e umanistica (il tentativo di conoscere i segreti dell'Universo) e uno stile alto, con grande attenzione alla cadenza dei versi.
Nella poesia epica si cerca di riprodurre in «ottave reali italiane» un poema nazionale: tuttavia, questo fine non fu raggiunto. L'epica venne portata avanti tra epopee religiose scritte da Cristóbal de Virués, Diego de Hojeda e Lope de Vega e epopee storiche come quelle di Pedro de la Vezilla Castellanos, Juan Rufo Gutiérrez e Juan de la Cueva, o La Araucana di Alonso de Ercilla, opera sulla conquista del Cile ispirata all'Eneide. Altri autori di epica sono Luis Barahona de Soto (1548-1595) e Bernardo de Balbuena (1582-1625).
La lirica barocca ebbe due rappresentanti di spessore: Francisco de Quevedo e Luis de Góngora. Luis de Góngora (1551-1627) può essere considerato uno dei prosecutori della scuola sivigliana, in virtù dello stile latineggiante, la forza delle immagini e il frequente ricorso all'iperbole. Le poesie di Góngora diedero vita a un nuovo movimento, chiamato «culteranesimo» o «gongorismo», fortemente avversato dai coevi Lope de Vega e Francisco de Quevedo, che cercarono di sminuirlo con satire e critiche. Le più importanti opere di Góngora furono la Fábula de Polifemo y Galatea (1612) e le Soledades (1613); queste ultime originarono una vera e propria «rivoluzione estetica», dovuta all'uso di vocaboli insoliti, profondamente ispirati al latino, all'ordine delle parole spesso invertito, i numerosi riferimenti alla mitologia che contribuirono a creare una «penombra irreale» mai vista prima, dalla quale talvolta escono d'improvviso immagini peculiari. Francisco de Quevedo, nato a Madrid nel 1580 da una famiglia d'origini nobili, fu un poeta e uno scrittore «di profondo pensiero», una delle figure di maggior rilievo per il Siglo de Oro. Scrisse molte opere ricche di satire e critiche verso specifiche categorie di persone (come per esempio medici, avvocati, donne): Quevedo fu autore versatile, poiché nella sua vita scrisse libri di teologia e filosofia come Providencia de Dios, di politica come Marco Bruto, ispirato dallo stoicismo, di critica letteraria e specialmente di satira umoristica. La sua Historia de la vida del Buscón è una parodia del romanzo picaresco in cui la figura del pícaro è portata all'estremo, così come i contenuti; in tutte le opere di Quevedo si ritrova uno spiccato umorismo, utilizzato per descrivere tutto, dalle visioni infernali alle vicende di osti e guardie giudiziarie. Egli fu il principale autore concettista, e nei suoi scritti poetici si può identificare un pensiero simile a quello del successivo esistenzialismo.
Tra i poeti che non aderirono alle convenzioni della poesia barocca, preferendo uno stile meno complesso e formale, più sobrio, vi furono Lupercio (1559-1613) e Bartolomé Leonardo de Argensola (1561-1634), due fratelli, Alonso Fernández de Andrada e Francisco de Rioja (1583-1659). Tra gli altri, invece, che non appartennero alla cosiddetta «linea anti-barocca» ma si distaccarono comunque dal barocco, si possono citare Luis Barahona de Soto, Andrés Rey de Artieda, Pedro de Espinoza e Juan Martínez de Jáuregui; di ancor diversa tendenza fu l'opera dei due conti: Juan de Tassis y Peralta, conte di Villamediana, che scrisse opere in cui compare insistentemente il pessimismo, e Diego de Silva y Mendoza, conte di Salinas, dotato di uno stile più vivido ma meno formale, ricco di introspezione psicologica.

##### La prosa

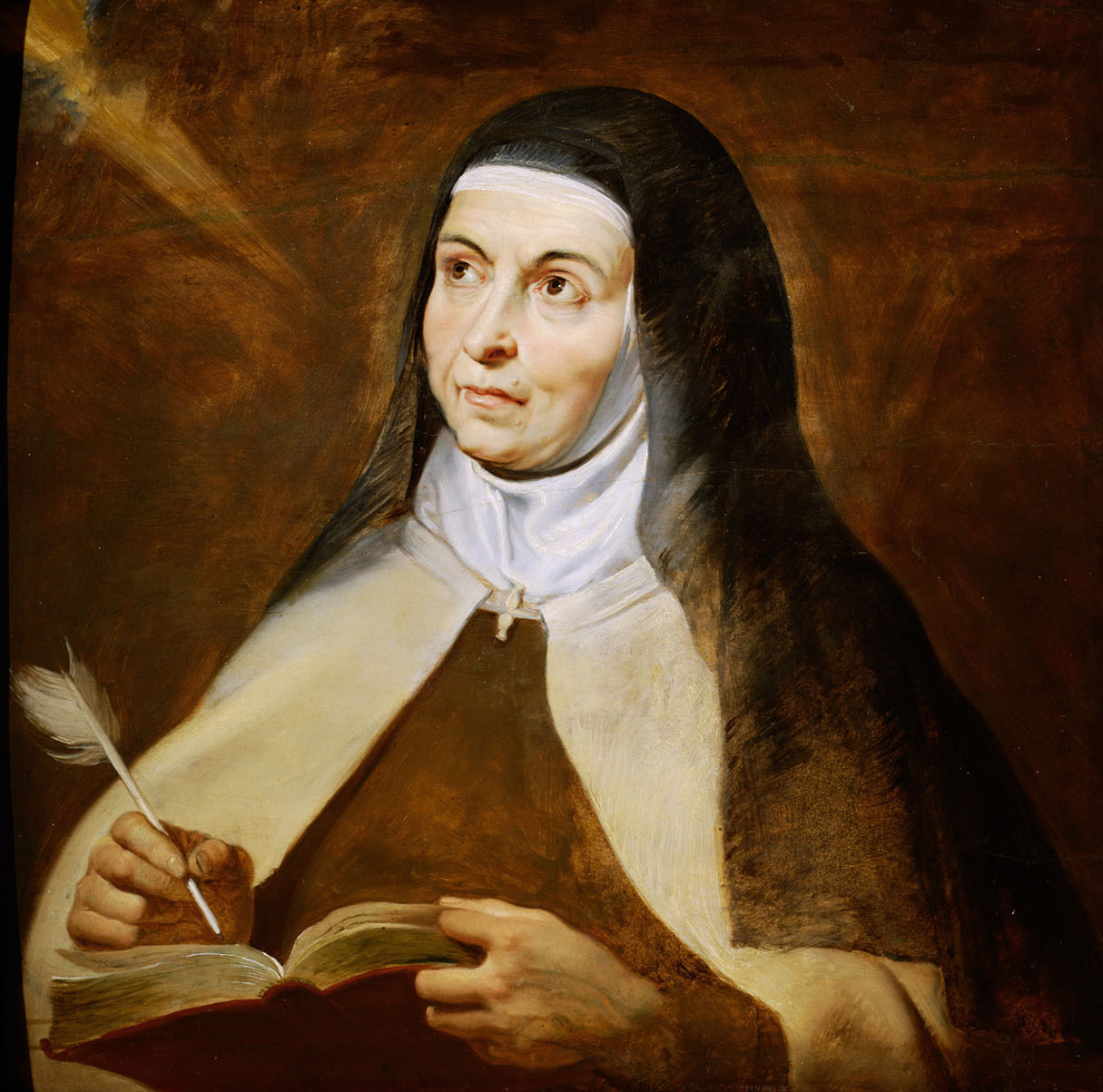
Teresa d'Ávila

Grande risalto e sviluppo ebbe la letteratura religiosa, o «mistica». Essa raggiunse il punto di massima fama nella seconda metà del Cinquecento, grazie alle opere di San Giovanni della Croce (1542-1591), Fra' Luis de Granada (1504-1588) o Santa Teresa de Ávila (1515-1582). Questo ritorno della letteratura religiosa avvenne in seguito al movimento rinascimentale che, mentre dal lato letterario portò all'introduzione della scienza nell'arte, da quello religioso portò una maggiore cura per l'individuo, che tentava di ricongiungersi alla figura di Dio tramite la propria interiorità e non più seguendo (e anzi talora scavalcando) le direttive della Chiesa. Luis de Granada si mise in evidenza per la forza della propria oratoria e per l'attenzione verso la natura (tendenza questa che lo portò a essere sospettato di Illuminismo dall'Inquisizione, che arrivò a proibire le sue opere per qualche tempo); Pedro Malón de Chaide fu invece un agostiniano che, diversamente da Alonso de Orozco, imitò la letteratura profana nel tentativo di avversarla con il suo medesimo stile. L'opera di Santa Teresa de Ávila, nata Teresa de Cepeda y Ahumada, fu inizialmente votata alla meditazione, per poi mutare, in seguito a una visione, in una letteratura più attiva e vivace, ricca di immagini vivide e dalla prosa spontanea e tradizionalista, in cui talvolta compaiono alcuni popolarismi. Lo scritto più rilevante di Teresa è Vida, in cui fornisce la propria interpretazione di alcune «questioni spirituali». San Giovanni della Croce, discepolo di Santa Teresa, nacque con il nome Juan de Yepes a Fontiveros; nel suo Cántico espiritual egli descrisse le sue estasi in un linguaggio fortemente simbolico, ricco di citazioni e di lirismo.
Per quanto riguarda il romanzo, invece, si registrò la nascita di un nuovo genere, il romanzo pastorale, in cui i personaggi sono appartenenti al mondo contadino, di solito pastori. Questo genere ha origine in scritti italiani ad ambientazione bucolica quale ad esempio il Ninfale fiesolano di Boccaccio, o il Carmen Bucolicum di Petrarca. Essi sono libri dal contenuto leggero, storie d'amore con protagonisti pastori e contadini, caratterizzati da un certo distacco dalla realtà tramite la descrizione di paesaggi idilliaci esterni alla società e da essa incontaminati. Il primo esempio di testo di questo tipo è Diana, opera in spagnolo dello scrittore portoghese Jorge de Montemayor (1520-1561); a proseguire nel filone furono Lope de Vega con Arcadia e Miguel de Cervantes con Galatea, e i romanzi pastorali ebbero grande successo. Un altro genere di romanzo che vide la luce è quello morisco, nel quale l'arabo spagnolo assurge al ruolo di personaggio principale, venendo idealizzato. Dopo la prima opera del genere, Historia del Abencerraje y la hermosa Jarifa, il genere fu portato alla notorietà da Guerras de Granada, scritto da Ginés Pérez de Hita (1554-1619).

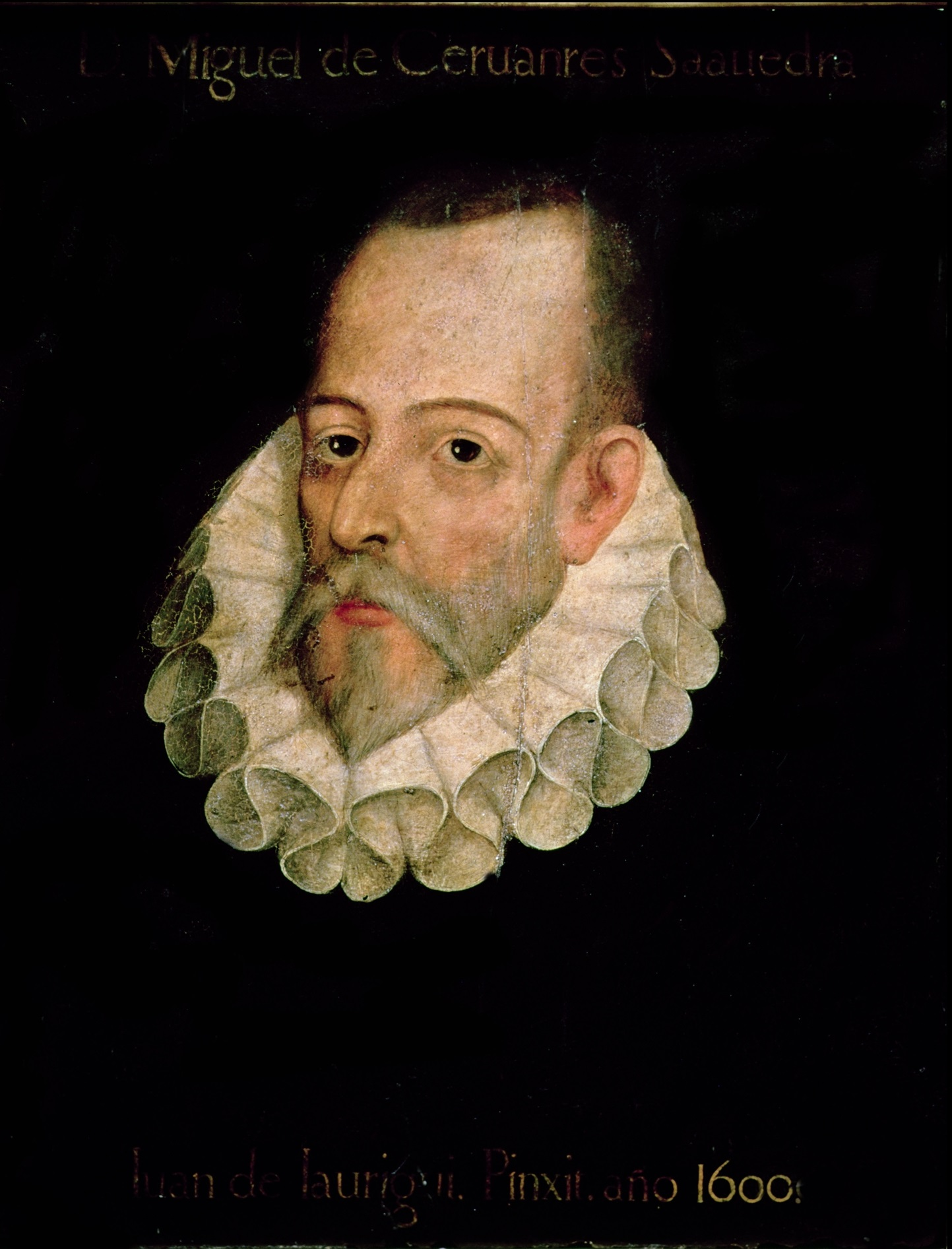
Miguel de Cervantes

Miguel de Cervantes (1547-1616) è considerato il maggior romanziere spagnolo di tutti i tempi, e la sua influenza sulla letteratura spagnola è stata tale che lo spagnolo è stato definito «la lingua di Cervantes» e a lui è stato dedicato l'Istituto di lingua e cultura spagnola. Dopo La Galatea del 1585, il romanzo Don Chisciotte della Mancia El ingenioso hidalgo don Quijote de la Mancha, (probabilmente oltre 500 milioni di copie vendute), il capolavoro di Cervantes venne pubblicato in due tempi, la prima parte nel 1605 e la seconda nel 1615, dopo l'apparizione di una prosecuzione apocrifa ad opera di Alonso Fernández de Avellaneda.
Nel Qujote Cervantes scopre la "quarta dimensione" della scrittura narrativa, inaugurando la lunga e frastagliata era del romanzo moderno.
La formazione culturale di Cervantes si svolse nella fase di passaggio dal XVI secolo al XVII secolo in pieno clima rinascimentale e il passaggio dal rinascimento al barocco trovò in lui un interprete profondamente radicato nei problemi dell'uomo di quel tempo. Nell'opera di Cervantes si coglie la necessità di scoprire il sogno, la fantasia, l'ignoto, la follia, l'istinto per portare alla luce la coscienza umana.

##### Il teatro
Dopo un lungo periodo in cui i testi teatrali avevano esperito scarso successo e diffusione, il teatro visse un nuovo impulso, fornito prevalentemente da Lope de Vega. Lope de Vega fu autore tanto fondamentale per il teatro spagnolo che spesso, nei testi storiografici, si fa riferimento alle opere comparse prima del suo arrivo con l'espressione «teatro pre-lopista». Sono inizialmente presenti due scuole, quella sivigliana e quella valenciana: Lope de Rueda (1510-1565), di Siviglia, fu l'autore di dieci Pasos, brevi scenette umoristiche dal linguaggio «agile, vivo e ingegnoso» che vedevano quali protagonisti membri delle classi sociali meno agiate. A Rueda seguirono Alonso de la Vega e Juan de Timoneda, che ne ripresero i temi; tra i drammaturghi, invece, spiccò Juan de la Cueva (1543-1610), anch'egli sivigliano. La figura centrale, d'assoluta preminenza, fu però Lope de Vega: autore di oltre 500 drammi di vario genere, egli diede forma al teatro spagnolo, forgiandone i tratti con le sue opere e definendone argomenti e stile. Lope de Vega scrisse drammi liturgici, commedie d'ispirazione agiografiche, storie di cappa e spada e drammi storici ispirati alle vicende avvenute in Spagna. La variazione di stili e metrica attuata da Vega seguiva il gusto del pubblico, da lui sempre ricercato; oltre ai testi teatrali, Vega fu anche autore di sonetti. Nelle sue opere Vega cercò di sciogliere i legami con il neoclassicismo, non seguendone i dettami, e creò lo stile che poi divenne «canonico» per il teatro barocco. È una sua invenzione il gracioso, un personaggio che riunisce in sé i tratti del fidato consigliere e del burlone.

### Il Seicento

#### Il terzo periodo (1635-1681)
La terza e ultima fase del Secolo d'oro differì dalle altre per la maggiore interiorizzazione presente nelle opere, con grande attenzione al «teatro nazionale» e alla fantasia, che sostituisce gli aspetti della cosiddetta anima barocca.
La lirica visse un lungo periodo di decadenza, vedendo diminuita la propria forza creativa; anche dal punto di vista politico la Spagna si vide sempre meno potente, perdendo l'influenza mantenuta durante la parte centrale del Siglo de Oro. Il genere di maggior successo di questa terza fase fu il teatro: le opere di Tirso de Molina (1584-1648), autore di drammi teologici come El condenado por desconfiado (Il dannato per poca fede) e de L'Ingannatore di Siviglia, sua versione del Don Giovanni, Juan Ruiz de Alarcón, «sobrio e armonioso» autore di commedie come La verità sospetta e Juan Pérez de Montalbán, allievo di Lope de Vega che scrisse il dramma Gli amanti di Teruel, aprirono la strada a Pedro Calderón de la Barca, noto esponente del Siglo de Oro spagnolo e autore del dramma La vita è sogno (1635).

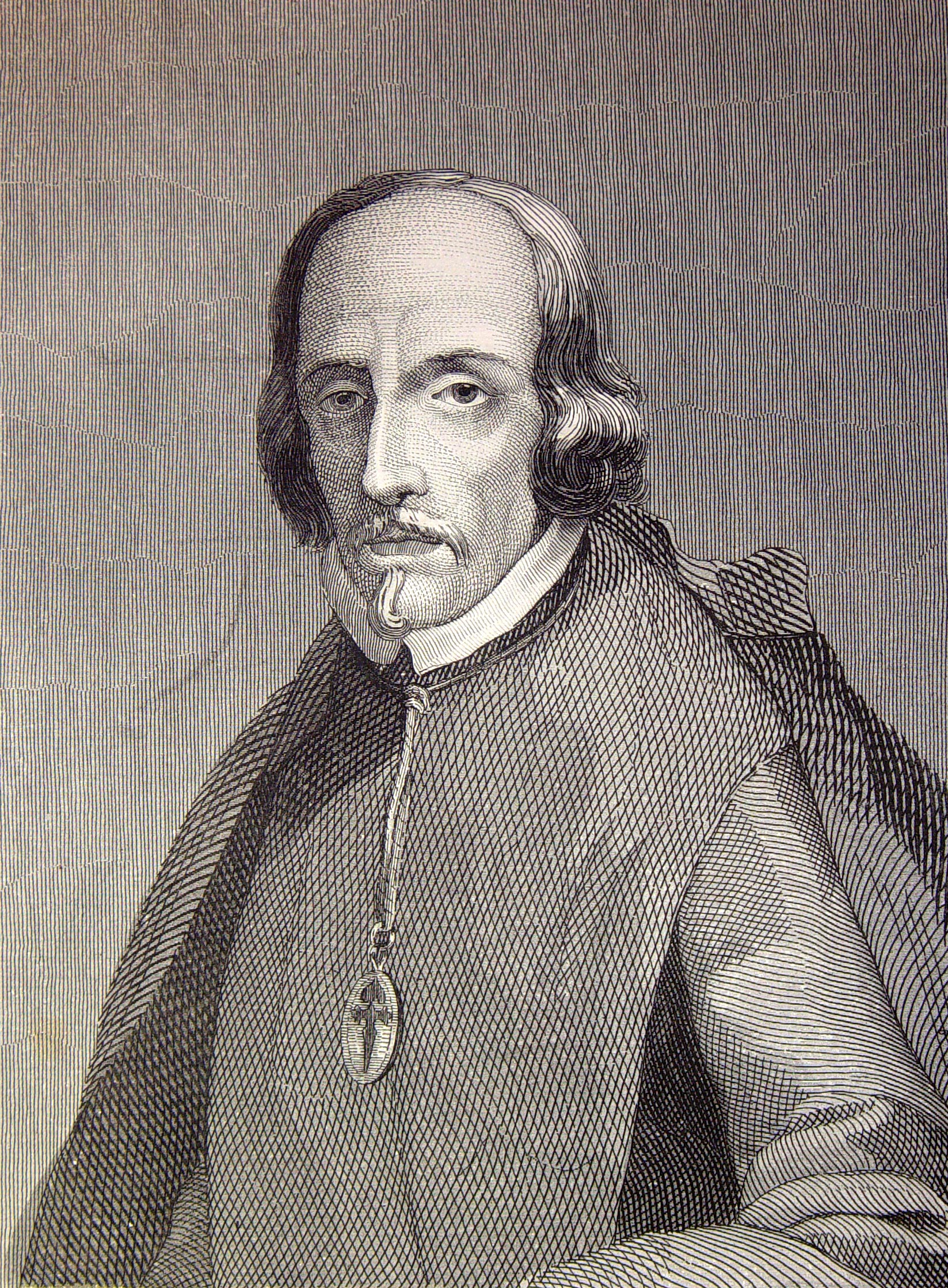
Pedro Calderón de la Barca

Calderón fu il più importante autore teatrale del XVII secolo, la cui opera giunse al termine di un processo di formazione che interessò la letteratura spagnola per lungo tempo. Gli scritti di Calderón furono anche precursori dell'evoluzione della filosofia in tempi più moderni; lo stile divenne più alto e raffinato, ricco di spunti creativi, che il drammaturgo poneva prima della trama, che passava in secondo piano rispetto alla formazione di nuove «dimensioni dell'universo scenico»; la produzione calderoniana si concentrò in special modo sui drammi, in particolare su quelli religiosi e filosofici, come La vida es sueño, considerata la sua migliore opera. Nei testi di Calderón si riscontrano vari temi: la filosofia, la teologia, l'importanza del matrimonio, la mitologia e la simbologia; l'autore può quindi essere considerato allo stesso tempo seguace del «concettismo» di Quevedo e del «culteranesimo» di Góngora. El mágico prodigioso, dramma «teologico-storico», tratta del libero arbitrio dell'uomo, illustrando un patto con il diavolo che termina nella conversione del protagonista. Calderón parla di matrimonio e di «onore coniugale» in opere come A offesa segreta, segreta vendetta, Il medico del suo onore, El pintor de su deshonra o Il maggior mostro è la gelosia, in cui è comune l'idea che il matrimonio sia un legame indissolubile, al cui discioglimento è necessario opporre una reazione forte, anche violenta, per salvaguardare il proprio onore. La zarzuela è un tipo di dramma a tema fantastico, ricco di avvenimenti insoliti e spettacolari, con taluni elementi riconducibili alle leggende mitologiche. Il teatro calderoniano anticipò alcuni tratti che furono poi riscontrabili nel Settecento, anche in Italia e Francia.
Nella prosa sorsero nuove forme di romanzo picaresco con Luis Vélez de Guevara (1579-1644) e Antonio Enríquez Gómez (1602-1662).
Nella seconda metà del secolo e nei primi decenni del secolo successivo ebbe una certa popolarità in tutta la Spagna Giuseppe Zatrillas (José Zatrillas Y Vico) conte di Villasalto per il componimento di diverse opere tra cui la più celebre Engaños y desengaños del profano amor che ebbe successo con numerose ristampe. l libro pubblicato per la prima volta nel 1687, è ambientato a Toledo descrive le relazioni amorose all'interno del ceto nobiliare dell'epoca. Nell'opera è chiara l'intenzione di promuovere una certa moralità (las moralidades) secondo il gusto controriformistico diffuso nella cultura iberica della fine del XVII secolo.

### Il Settecento
Conclusosi il Siglo de Oro, la cui fine è convenzionalmente indicata con l'anno 1681 (morte di Calderón de la Barca), iniziò il XVIII secolo: a livello politico tale periodo è segnato dall'avvicendamento tra Asburgo e Borboni quale dinastia regnante in Spagna; benché si registri un calo di attività dal punto di vista artistico e letterario, il Settecento non fu comunque un secolo del tutto arido culturalmente: difatti, è in questo arco di tempo che vengono create alcune fondamentali istituzioni come la Biblioteca nazionale (1712), la Real Academia Española (1713) e l'Accademia di storia (1738). Il XVIII fu un secolo «accademico», segnato dal dominio del neoclassicismo che portò una minore creatività e inventiva nelle opere scritte in questo periodo, che tuttavia mostrarono rigore e precisione formale, specialmente per quanto riguarda la filologia. Il contrasto tra le idee nate nel Secolo d'Oro e i nuovi dettami neoclassici fu acceso; in letteratura nacque una nuova corrente caratterizzata da temi politici e sociali. Figure d'ispirazione per il Settecento spagnolo furono Nicolas Boileau e Ludovico Antonio Muratori.

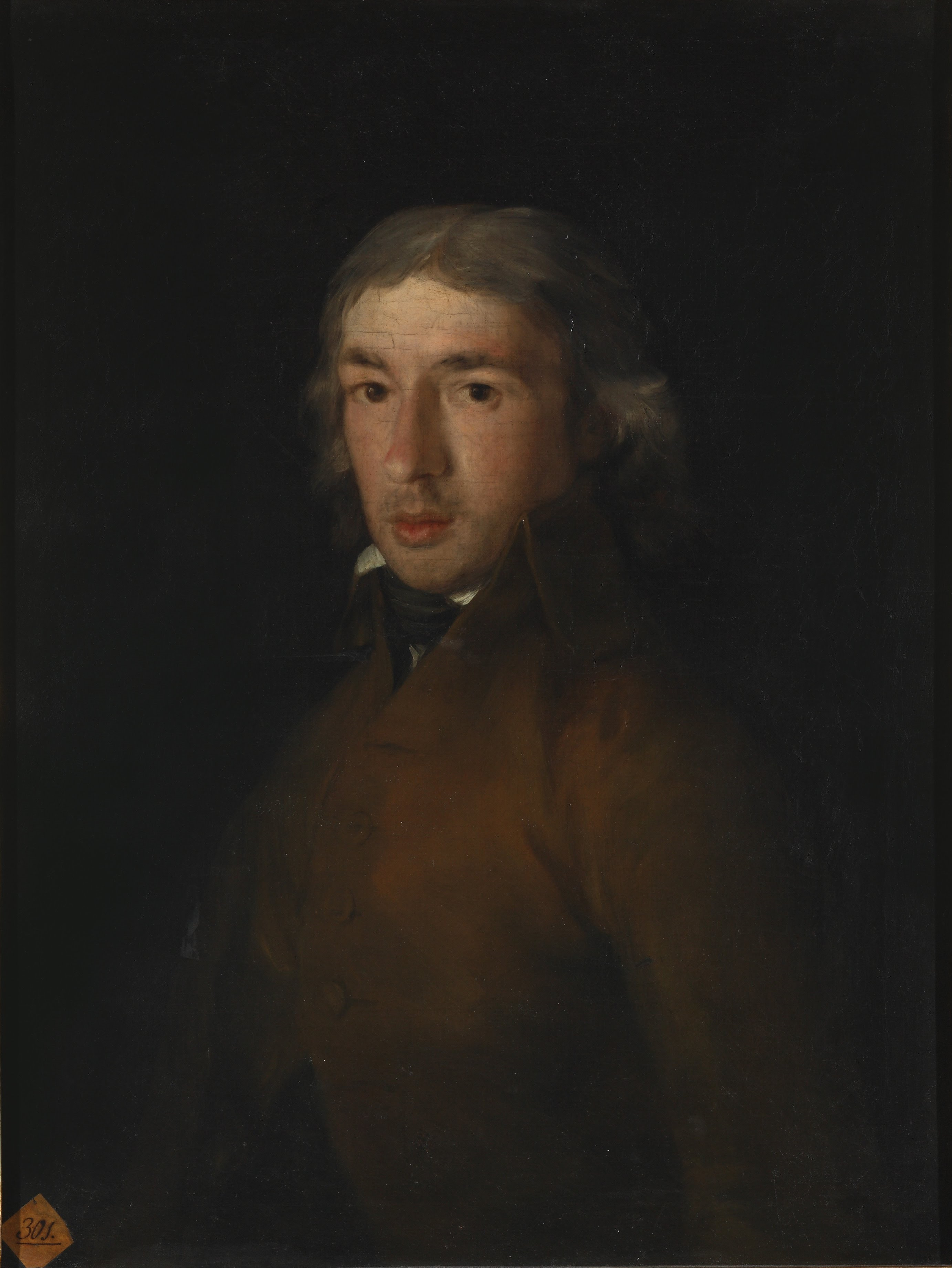
Leandro Fernández de Moratín, tra gli scrittori più importanti del XVIII secolo

La poesia del diciottesimo secolo spagnolo vide molte ispirazioni francesi: ad esempio, le opere di Samaniego e Tomás de Iriarte, che subirono l'influsso degli scritti di Jean de La Fontaine; altri autori degni d'essere menzionati, al di fuori del movimento neoclassico, sono Nicolás Fernández de Moratín (padre) e Nicasio Álvarez Cienfuegos. La poesia del Settecento si può suddividere in due principali scuole, quella di Salamanca e quella di Siviglia: José Cadalso fu autore salmantino dai toni cupi e preromantici; il principale poeta neoclassico fu invece Juan Meléndez Valdés; come quest'ultimo, iniziarono a sorgere i primi tratti di preromanticismo in Juan Bautista Arriaza, in Leandro Fernández de Moratín (figlio) e nello stesso Álvarez Cienfuegos. Diego Tadeo González fu autore classicista, mentre Manuel Josef Quintana assorbì solo in parte l'ispirazione del classicismo, preferendo richiamare le odi di Fernando de Herrera.. Importante autore illuminista fu Benito Jerónimo Feijoo.
Passando alla prosa, occorre citare i due maggiori autori di romanzi dell'epoca, Diego de Torres Villarroel e padre José Francisco de Isla. Il primo, anche poeta di influsso quevediano, fu prosatore «pittoresco», ricordato principalmente per la sua autobiografia intitolata Vida escrita por el mismo, in cui racconta alcuni fatti della sua vita con toni ironici e usando, allo stesso tempo, un linguaggio colto. Padre Isla, invece, scrisse un «romanzo satirico» intitolato Fray Gerundio de Campazas, in cui intendeva farsi beffa dello stile barocco, denigrando con le sue satire i predicatori ritenuti «ampollosi». A Jerónimo Feijóo si devono opere di natura «didattica» come Teatro Crítico e Cartas eruditas, mentre Gaspar Melchor de Jovellanos si distinse per lo stile dal sapore arcaico, che tuttavia si rivelò efficace nel suo Informe en el expediente de Ley Agraria. Jovellanos fu anche autore teatrale.
Il teatro spagnolo del XVIII secolo cedette inizialmente alle influenze provenienti dalla Francia: tuttavia, le opere volte a imitare le tragedie neoclassiche non riuscirono nell'intento, con l'eccezione di Raquel di Vicente García de la Huerta. Tra gli altri autori vi è Ramón de la Cruz, scrittore di teatro popolare, con opere brevi appartenenti al genere dei sainete; altri scrittori, come Antonio Vázquez de Zamora e José de Cañizares, ebbero successo grazie al loro stile simile ai drammaturghi e commediografi del Siglo de Oro. Il più noto e abile autore teatrale del XVIII secolo è però Leandro Fernández de Moratín, che nelle sue opere adottò uno stile innovativo rispetto ai contemporanei, ambientando i propri testi nella Spagna a lui coeva, sottoponendo la società a una critica espressa «in tono asciutto e sobrio».

### L'Ottocento
La prima parte dell'Ottocento spagnolo fu caratterizzata dalla nascita di un nuovo movimento, il Romanticismo, che sorse in ritardo rispetto ad altri paesi come Francia e Germania per via delle politiche di Fernando VII, che esiliò molti intellettuali e rallentò l'evoluzione culturale della Spagna. Più avanti fiorirono altre correnti letterarie come il Costumbrismo, il Realismo e, a cavallo tra Ottocento e Novecento, il Naturalismo e il Modernismo.

#### Il Romanticismo
Seguendo i primi tratti preromantici già intravisti nel Settecento, alcuni poeti furono degli anticipatori del Romanticismo spagnolo vero e proprio: tra essi José María Blanco White, Manuel de Arjona, Félix José Reinoso e Alberto Lista y Aragón. Quale anno d'inizio del Romanticismo spagnolo s'indica generalmente il 1834, che vide la pubblicazione de El moro expósito di Ángel de Saavedra e la prima rappresentazione de La Congiura di Venezia di Francisco Martínez de la Rosa; altre fonti riportano invece il 1833, anno del termine dell'esilio degli intellettuali. Alla diffusione degli ideali romantici in Spagna contribuirono largamente gli autori tedeschi che avevano aderito al movimento in Germania, come Juan Nicolás Böhl de Faber (ispanizzazione di Johann Nicolaus Böhl von Faber); tra i primi scrittori spagnoli a recepirne le caratteristiche vi furono Agustín Durán (autore nel 1828 del Discurso sobre el influjo que ha tenido la crítica moderna en la decadencia del teatro antiguo español) e Antonio Alcalá Galiano; occorre notare che il Romanticismo spagnolo ebbe inizio dopo un lento processo di transizione tra preromanticismo e Romanticismo che durò circa 30 anni.
Gli autori romantici spagnoli trassero ispirazione dal Secolo d'Oro e dalle storie medioevali, rivalutando questi due periodi che, nel Settecento neoclassico, erano stati messi da parte e anzi avversati. La razionalità e la misura che avevano caratterizzato le opere del Neoclassicismo spagnolo furono abbandonate in favore di una maggiore vividità delle narrazioni, ricche di emozione e tensione; tutte le regole stabilite nel secolo precedente furono sovvertite, e si assistette a un'ampia commistione di generi, originata dal desiderio di libertà tipica del Romanticismo: argomenti solitamente attribuiti alle tragedie entrarono nelle commedie, e viceversa; nella poesia epica e lirica si unirono, fondendosi e ammantandosi di quello che Valverde definisce il «peculiare sentimento tragico e pessimistico del Romanticismo». La riscoperta del Medioevo (a opera di Böhl von Faber e dei fratelli Schlegel) mise la letteratura spagnola nuovamente in contatto con la tradizione prima dimenticata. Dall'oggettività l'attenzione delle opere si spostò alla soggettività. Anche la traduzione delle opere dei romantici di altri paesi fu di capitale importanza nella nascita e nello sviluppo del Romanticismo spagnolo.

##### La poesia

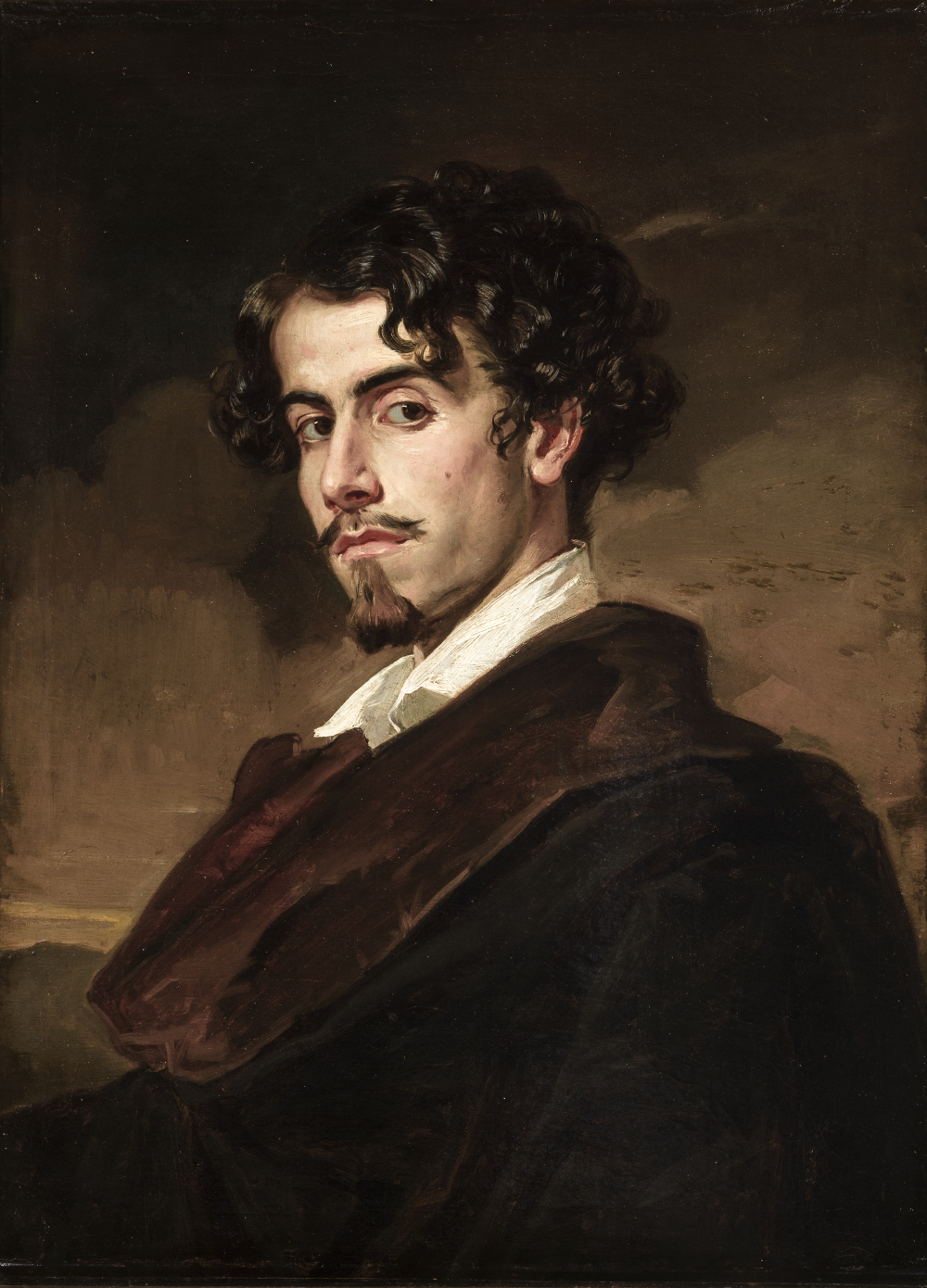
Gustavo A. Bécquer

Le figure fondamentali della poesia del Romanticismo furono due, José de Espronceda e Gustavo Adolfo Bécquer, mentre José Zorrilla si distinse sia nella lirica che nel teatro. Espronceda (1808-1842), autore originale le cui opere presentavano talora tratti macabri, si rese protagonista dell'integrazione dei caratteri del Romanticismo inglese in quello spagnolo, introducendoli nella poesia lirica. Gli scritti di Espronceda presentarono aspetti fortemente romantici, quali l'irrequietezza dell'amore, la passione sregolata e la morte tragica e prematura. Egli abbandonò i precetti neoclassici della sua formazione culturale per giungere a un pieno stile romantico. Tra gli autori di lirica di minor rilevanza dello stesso periodo si possono citare Juan Arolas, Nicomedes Pastor Díaz e Gabriel García Tassara.
Bécquer (1836-1870) è invece personaggio preminente del tardo Romanticismo, insieme a Rosalía de Castro, Salvador Rueda e Gaspar Núñez de Arce. Bécquer è generalmente definito un autore «post-romantico»: difatti, benché appartenente al periodo del Romanticismo, nella sua opera sorse un nuovo aspetto: la «coscienza estetica del linguaggio», che anticipò i successivi movimenti culturali spagnoli; ad esempio, le sue Rimas precorsero il simbolismo. Bécquer fu largamente influenzato dal romanticismo tedesco, caratterizzato da uno stile più delicato che si ritrova nelle Rimas. L'introspezione e l'analisi del mondo onirico, sempre portate avanti con liriche intimiste (in cui però non mancavano alcuni momenti di grandiosità), furono elementi che furono introdotti per la prima volta in spagnolo proprio da Bécquer. Il tema principale trattato dall'autore è indubbiamente l'amore, quasi onnipresente: anche nelle prose di Bécquer appaiono gli elementi caratteristici della sua poesia, tanto che le Leyendas (Leggende), ancorché in prosa, sono molto simili a dei poemi d'ispirazione tradizionale.
Anche l'antiromanticismo si manifesta, in particolare con i poeti Ramón de Campoamor e Gaspar Núñez de Arce.

##### La prosa

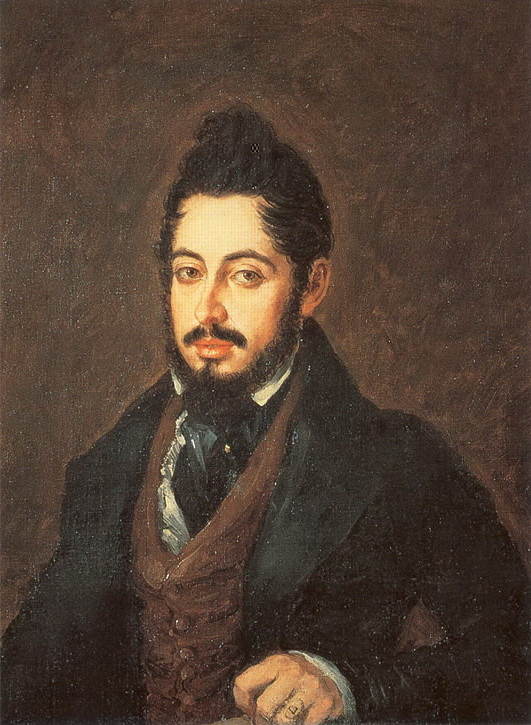
Mariano José de Larra

Benché la prosa abbia rivestito un ruolo meno importante della poesia nel Romanticismo spagnolo, sono comunque da segnalare alcuni scrittori e talune correnti affermatesi in questo periodo. Il romanzo storico esperì un discreto successo, grazie alle opere di Mariano José de Larra, detto "Fígaro", Juan de Espronceda e Francisco Martínez de la Rosa, tutti non solo prosatori, ma anche autori teatrali. Larra fu scrittore di opere di costume, mentre Enrique Gil y Carrasco rappresentò la categoria degli scrittori di romanzi ispirati al Medioevo; tra i fautori del romanzo sociale si annoverano Enrique Pérez Escrich e Wenceslao Ayguals de Izco. Il genere prosastico del costumbrismo nacque con le opere di Larra, che nella sua veste di giornalista scrisse articoli ricchi di satire sulle abitudini e i costumi (in spagnolo appunto costumbres, da cui costumbrismo) della società spagnola dell'Ottocento. Nella prosa descrittiva risaltarono gli scritti di Mesonero Romanos, mentre il romanzo d'appendice fu portato avanti con buoni esiti da Manuel Fernández y González. La prosa storiografica ebbe i suoi maggiori rappresentanti in José María Queipo de Llano e Modesto Lafuente.

##### Il teatro
Il teatro visse, nel Romanticismo, un tempo di notorietà e successo. Francisco Martínez de la Rosa, con la già citata Congiura di Venezia, aprì di fatto l'epoca del teatro romantico spagnolo, che per i suoi aspetti stilistici richiama molto il teatro "cappa e spada" di Lope de Vega, con alcune variazioni nell'ambientazione e nei toni, più cupi nei testi romantici. La Congiura di Venezia, secondo alcuni critici (tra cui Valverde, Chandler e Schwartz), fu per il Romanticismo spagnolo quello che l'Ernani di Victor Hugo fu per il Romanticismo francese, ovvero l'opera fondamentale della nuova corrente, che aprì le porte alla rivoluzione culturale da essa portata. La Congiura di Venezia rappresentò un vero punto di rottura con i dettami neoclassici, concentrandosi sul valore del destino e sulla forza delle emozioni. E tuttavia, non fu Martínez de la Rosa l'autore di maggior rilevanza del Romanticismo teatrale, bensì Ángel de Saavedra, duca di Rivas (1791-1865) e José Zorrilla (1817-1893).

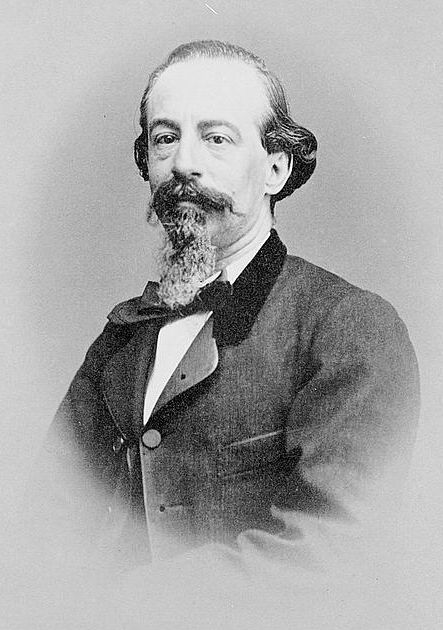
José Zorrilla

Saavedra, appartenente all'aristocrazia nobiliare, fu influenzato dal Romanticismo durante il suo esilio a Malta, grazie a John Hookham Frere, che gli fece conoscere le opere romantiche inglesi. Inizialmente seguace del Neoclassicismo, una volta rientrato dall'esilio divenne uno dei principali drammaturghi romantici, riscuotendo larghi consensi con il suo Don Álvaro, o La fuerza del sino, del 1835, considerata una delle opere teatrali più importanti del Romanticismo in virtù del suo riassumere in sé tutti gli aspetti romantici, creando un personaggio, appunto Don Álvaro, che divenne rappresentativo del movimento romantico spagnolo. È del 1844, invece, il dramma El desengaño en un sueño, con cui Saavedra richiamò le opere di William Shakespeare, Baltasar Gracián e Pedro Calderón de la Barca.
José Zorrilla fu autore di molte commedie di cappa e spada, ricollegandosi a quelle del Siglo de Oro di Lope de Vega, mentre per i drammi d'argomento storico si ispirò alle vicende nazionali della Spagna. Zorrilla si caratterizzò per il suo stile vivace, ricco d'energia e passione. La sua opera più celebre è il Don Juan Tenorio, scritta nel 1844, ulteriore rifacimento del tema del Don Giovanni già trattato da Tirso de Molina, con cui riuscì, pur mantenendone gli aspetti principali, a rinnovare lo stile del Secolo d'Oro. Per questo, Zorrilla è da molti considerato il più efficace interprete del teatro romantico spagnolo. Tra gli altri scrittori dell'epoca occorre ricordare, per il successo riscontrato, Antonio García Gutiérrez (autore di El trovador, 1836) e Juan Eugenio Hartzenbusch (Los amantes de Teruel, 1837).

#### Il Post-romanticismo
I romanzieri spagnoli della seconda metà dell'Ottocento presero il nome «generazione della Restauración», dal periodo politico che sorse nell'Ottocento in seguito alle perdite delle colonie in America e in Asia. Esauritosi il costumbrismo, in epoca già post-romantica nacque il Realismo, movimento che si rifaceva parzialmente ai temi di costume, e che ebbe quale sua prima esponente Cecilia Böhl von Faber (o de Faber), che si firmava con lo pseudonimo Fernán Caballero. La prosa spagnola di questo periodo si venne a inquadrare nel più ampio movimento del romanzo ottocentesco, che ebbe larga diffusione e si affermò in tutta Europa grazie ad autori come Honoré de Balzac, Lev Tolstoj e Charles Dickens. Fu proprio in tale contesto che sorse il Realismo spagnolo, caratterizzato, rispetto alle analoghe correnti degli altri paesi, da una minore dimestichezza con il mezzo linguistico. Böhl von Faber fu autrice de Il gabbiano, prima opera esempio di romanzo realista; Pedro Antonio de Alarcón, con i suoi Il cappello a tre punte e Lo scandalo, proseguì sulla linea realista, aggiungendo una trama di maggior spessore a discapito del valore della prosa. Juan Valera, grazie alla sua formazione umanista, ebbe minori problemi a trovare una prosa efficace, lontana da quella di Cervantes, aderendo anch'egli al Realismo. José María de Pereda esibì nei suoi scritti uno stile «accademico», occupandosi prevalentemente di letteratura di costume, all'interno della quale seppe ben delineare i propri personaggi. Il teatro realista aprì le porte al teatro moderno: gli autori più rappresentativi di questo genere furono Luis de Eguílaz ed Eduardo Asquerino García per il dramma storico, Adelardo López de Ayala e Manuel Tamayo y Baus per il dramma realista moderno e José Echegaray y Eizaguirre. primo spagnolo a essere insignito del Premio Nobel per la letteratura, nel 1904, per il dramma romantico.

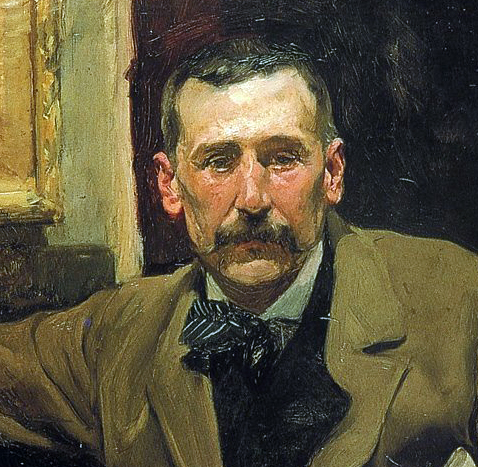
Benito Pérez Galdós

Emilia Pardo Bazán, autrice de Los pazos de Ulloa (I casali di Ulloa), si avvicinò con il suo romanzo ai temi del Naturalismo, così come Vicente Blasco Ibáñez e Armando Palacio Valdés. I due maggiori esempi di Naturalismo furono però Leopoldo Alas "Clarín" e Benito Pérez Galdós. Clarín scrisse due romanzi, La Regenta (paragonato a Madame Bovary di Gustave Flaubert) e Su único hijo. La Regenta è tra i due il più lungo e apprezzato: i due protagonisti sono due corteggiatori della Regenta, il dongiovanni Álvaro Mesía e il canonico Fermín de Pas, tipi opposti. Sia Clarín che Pérez Galdós furono scettici nei confronti della religione: ma mentre Clarín visse un rinnovato interesse religioso negli ultimi anni di vita, Pérez Galdós fu un convinto anticlericale. Benito Pérez Galdós fu autore simile, in molti aspetti, a Balzac: critico nei confronti della società, Pérez Galdós scrisse gli Episodi nazionali, 5 serie di romanzi sulla storia spagnola dell'Ottocento, che sono la sua opera più conosciuta. Tra i romanzi si possono citare a titolo di esempio Fortunata y Jacinta, quattro divertissement su Torquemada, Doña Perfecta e Ángel Guerra; Misericordia e Miau furono invece gli scritti di maggior successo di Pérez Galdós.
In àmbito storiografico risaltarono Marcelino Menéndez Pelayo, Santiago Ramón y Cajal, Ramón Menéndez Pidal, Adolfo Bonilla y San Martínez e Julio Cejador. Ángel Ganivet è generalmente considerato un precursore della Generazione del '98.

### Il Novecento

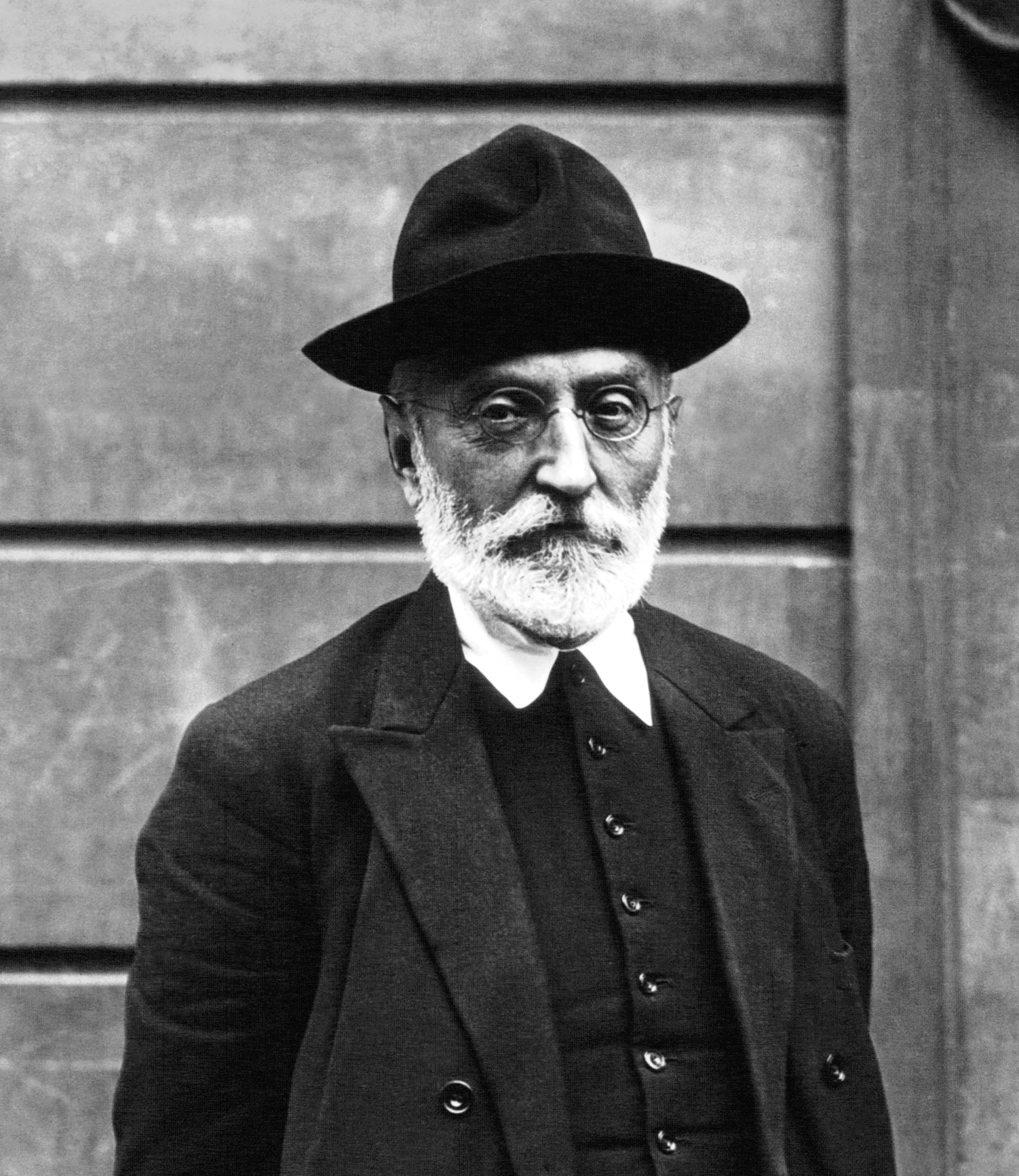
Miguel de Unamuno

La letteratura spagnola del Novecento fu caratterizzata da correnti o movimenti letterari
legati ai vari episodi storici che influenzarono profondamente gli intellettuali spagnoli: dalla dittatura di Primo de Rivera, alla nascita della repubblica, alla guerra civile spagnola, alla dittatura del generalissimo Francisco Franco, al lungo regime franchista, fino al ritorno alla democrazia con la costituzione parlamentare del 1977 e la seguente ripresa economica e sociale spagnola.

#### Il primo Novecento
E il primo evento, seppur iniziato nel 1898, fu la Guerra ispano-americana, che causò la perdita delle ultime colonie d'oltremare (Cuba e Filippine). A quella data fa riferimento la cosiddetta Generazione del '98, protagonista della letteratura, anche europea, di inizio Novecento, che vide in Miguel de Unamuno, Antonio Machado e Azorín i massimi esponenti. Il dibattito culturale in quegli anni fu originato da un impulso insopprimibile verso la modernità. Nel campo del pensiero dominò la figura di José Ortega y Gasset, guida spirituale di un'intera generazione. Joaquín Costa fu la figura di riferimento del cosiddetto Regeneracionismo, una corrente di pensiero che sosteneva la necessità di un profondo rinnovamento della Spagna (appunto regeneración, rigenerazione) tramite una rottura con le tradizioni che avevano portato al decadimento del potere politico e culturale spagnolo. Nel mondo culturale, grande impatto ebbe la Institución Libre de Enseñanza, fondata tra gli altri da Francisco Giner de los Ríos, che dette un nuovo impulso al movimento intellettuale iberico. Ramiro de Maeztu avviò una riflessione ideologica sulla questione dell'identità nazionale su cui si innestò il concetto sociologico di Generazione del '98 in contrapposizione all'idea di universalità propria dell'arte e della letteratura.. Riguardo al primo Novecento dobbiamo ricordare anche i poeti e autori della Generazione del '27, tra le quali spicca Carmen Conde, prima donna a essere eletta alla Real Academia Española

##### La generazione del '98
Il principale movimento letterario dei primi anni del Novecento fu la generazione del '98. I principali esponenti di tale generazione furono Ángel Ganivet (che ne è generalmente considerato un precursore), Miguel de Unamuno, Azorín, Antonio e Manuel Machado, Pío Baroja, Ramón del Valle Inclán e Ramiro de Maeztu. Questi scrittori, uniti dal sentimento comune d'amore per la patria e dalla volontà di fornire nuove ispirazioni alla Spagna dopo la perdita delle colonie, furono rappresentanti di rilievo dei vari movimenti letterari sorti in Spagna in quel periodo, e in taluni casi ne furono ideatori o anticipatori. Quali tratti comuni alle opere degli autori del '98 si possono evidenziare il desiderio di rinnovamento e di distacco dalle tradizioni, un «atteggiamento poetico» e un «carattere intuitivo, lirico» che accomunò anche quegli autori che non scrissero in versi. Gli scrittori del '98 condivisero alcuni caratteri e motivi generali: affermarono un forte spirito individualistico, accompagnato da un esaltato idealismo e cantano l'amore per la Spagna, visto come ricerca di un'immagine autentica del paese e dove anche il concetto di "storia" (o intrahistoria, secondo la definizione di Unamuno) non è quello delle battaglie o dei grandi avvenimenti, ma acquista un fondamento interiore.
Miguel de Unamuno fu, per certi versi, anticipatore dell'esistenzialismo; e tuttavia, la vastità della sua opera non permette una classificazione univoca, e lo rende la principale figura della generazione del '98. Tra gli altri, Azorín si fece notare per le innovazioni introdotte nella prosa e per le sue opere dense di soggettivismo; Tra i prosatori vi è Pío Baroja, romanziere prolifico, anch'egli profondo innovatore, fu sostenitore delle idee di Friedrich Nietzsche (secondo Valverde, il volontarismo nietzschiano divenne, negli scritti di Baroja, un «anarchismo pacifista») e della scienza. Ramón del Valle Inclán, altro scrittore di prosa, si fece notare per il suo stile elaborato, ricco di sfumature, e per la creazione dell'Esperpento, uno stile letterario ricco di aspetti grotteschi.

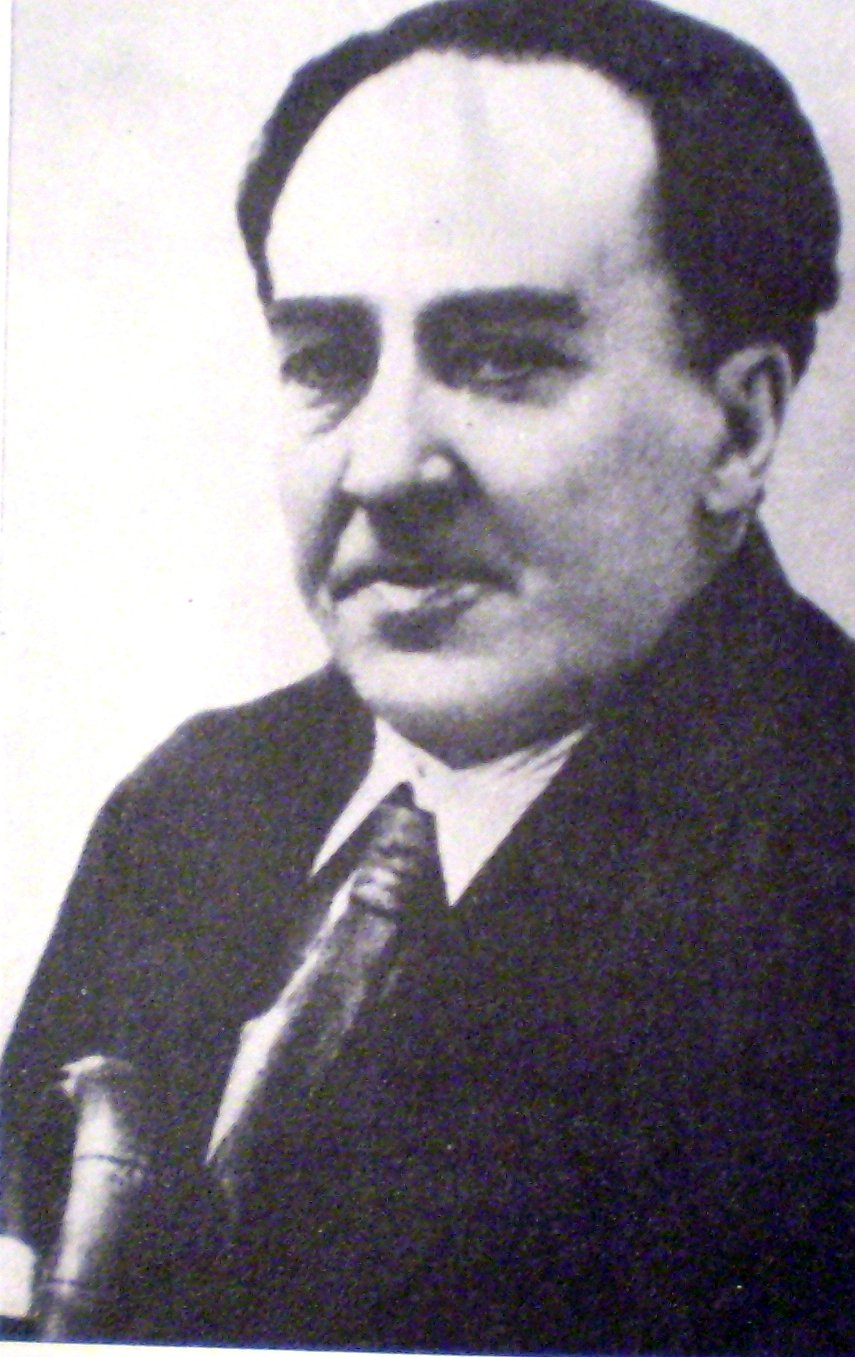
Antonio Machado

I principali poeti della generazione del '98 furono i fratelli Machado, Antonio e Manuel. Antonio, protagonista del rinnovamento estetico, che tradusse gli elementi esterni provenienti dal modernismo in vibrazioni dello spirito, fu uno dei massimi poeti del Novecento spagnolo. A. Machado definì così la sua poetica: «credevo che l'elemento poetico non fosse la parola nel suo valore fonico, o il colore o la linea, bensì una profonda partecipazione dello spirito». Una poesia che va alla ricerca dell'essenzialità lirica, capace di tradurre una profonda palpitazione umana. Le opere di Antonio Machado furono caratterizzate da diversi aspetti: dapprima il poeta aderì a uno stile simile al Romanticismo di Gustavo A. Bécquer, ricco di introspezione, per poi cambiare e concentrarsi sulla «realtà esterna», oggettiva. Infine, nella terza e ultima fase della sua poesia, Antonio Machado affermò la definitiva concezione della poesia quale entità che travalica l'individuo per narrare il tempo, da tutti condiviso (Machado definì la musica e la poesia «arti del tempo»), abbandonando il singolo per dedicarsi a «storie animate che, pur essendo loro, tuttavia fossero di tutti». Manuel Machado, meno influente del fratello, fu un esponente del Modernismo, che per un periodo vide anche l'adesione di Antonio; l'opera di Manuel fuse gli elementi parnassiani con uno stile ispirato al francese Paul Verlaine, cui si aggiungevano aspetti riconducibili a idee nichiliste.

##### Poesia
I poeti spagnoli che possono essere annoverati all'interno della corrente del modernismo sono: Manuel Reina, Salvador Rueda, Ricardo Peralta Rodrigues, Francisco Villaespesa, Eduardo Marquina, Manuel Machado, Juan Ramón Jiménez, Antonio Machado, Enrique Aguilar Almazán, Ramón del Valle-Inclán e Tomás Morales.
Al modernismo si contrappose l'Ultraismo.
Nella poesia si imposero Juan Ramón Jiménez, erede della tradizione simbolista, e Antonio Machado, protagonista del rinnovamento estetico, che tradusse gli elementi esterni provenienti dal modernismo in vibrazioni dello spirito..
Antonio Machado definì così la sua poetica: «credevo che l'elemento poetico non fosse la parola nel suo valore fonico, o il colore o la linea, bensì una profonda partecipazione dello spirito». Una poesia che va alla ricerca dell'essenzialità lirica, capace di tradurre una profonda palpitazione umana.
Il Cristo di Velásquez (1913-1920), di Unamuno, è una delle opere più alte della poesia religiosa del Novecento, dettati dalla contemplazione del quadro del grande pittore. Nell'opera emerge il dualismo bene-male, tra immortalità e fine della vita, tra uomo e Dio.

##### Prosa

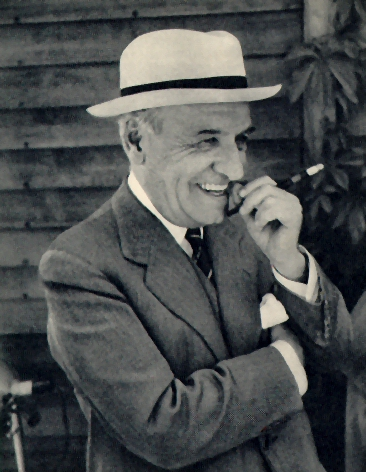
Ortega y Gasset

Nel 1914 Ortega y Gasset pubblicò il suo primo celebre libro, Meditazioni del Chisciotte, in cui si oppose alla visione unamuniana dell'eroe di Cervantes. Quella data sarà presa ad esempio per definire la generazione del '14.
Gabriel Miró fu uno dei suoi maggiori cantori, capace di infondere uno spessore interiore alle immagini esterne di carattere impressionista. Mirò è dotato di una prosa lirica, vicina alla parola simbolista, visibili nel romanzo Nuestro Padre San Daniel (1921) e nella sua continuazione Il vescovo lebbroso (1926).
Nel 1930 uscirà di Ortega "La ribellione delle masse", in cui al principio democratico egli oppose quello di una gerarchia superiore.

#### La guerra civile
Quell'anno aprì un decennio che sarà centrale nella vita della Spagna per l'intero Novecento, e che, per quanto riguarda la cultura, vedrà l'imporsi della generazione del '27. La definizione fu data da Dámaso Alonso, che riunì per la prima volta nel 1927 alcuni giovani intellettuali (Rafael Alberti, Federico García Lorca, Gerardo Diego, Luis Cernuda, Jorge Guillén, Pedro Salinas), per una messa funebre in occasione del terzo centenario della morte del poeta Luis de Góngora.
La nascita della repubblica e lo scoppio della guerra civile spagnola con l'Alzamiento del luglio 1936 portò gli intellettuali a schierarsi su campi opposti: l'esempio più eclatante fu quello dei fratelli Machado, con Antonio per i repubblicani, Manuel per i nazionalisti. In quei giorni di violenze anche la cultura spagnola pagò con il sangue: Federico García Lorca, che aveva appena finito di scrivere La casa de Bernarda Alba, fu ucciso dai falangisti, Ramiro de Maeztu fu fucilato dai repubblicani.

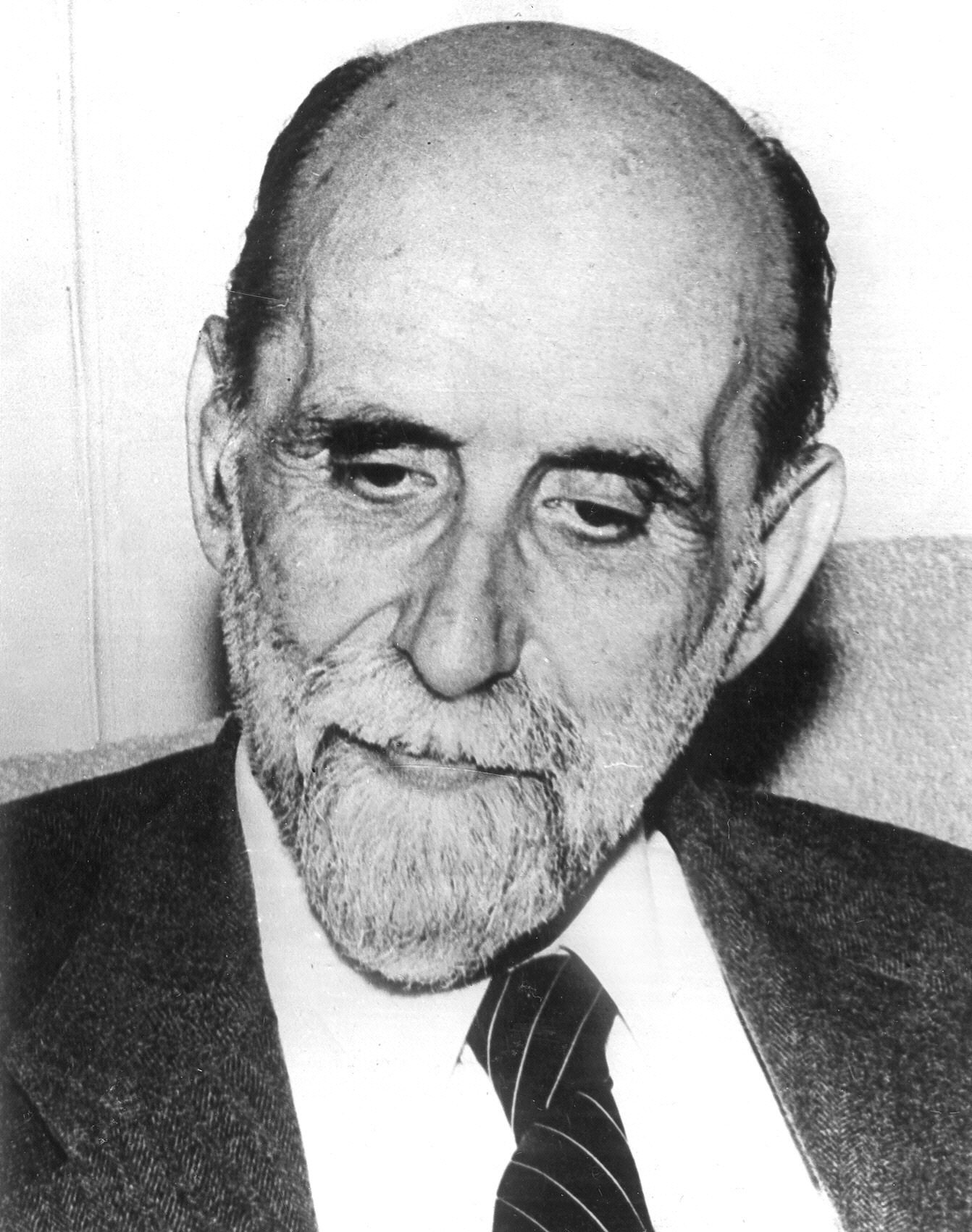
Il Nobel Juan Ramón Jiménez

##### La poesiarepubblicana
I poeti della generazione del '27 rinnovarono profondamente tematiche, linguaggio e stile della poesia spagnola, pur mantenendo una individuale spiccata originalità.
In quegli anni si riunirono intorno ad alcune riviste: Rafael Alberti in Octubre, Manuel Altolaguirre insieme a Pablo Neruda, in quel periodo console a Madrid, pubblicavano Caballo verde para la poesìa, Jorge Guillén Verso y prosa, ed Emilio Prados, che ebbe parte attiva nelle organizzazioni culturali dello schieramento repubblicano, e curò anche il Romancero general de la guerra española
Altra rivista di rilievo fu Hora de España.
Alcuni intellettuali "repubblicani" lasciarono il paese dopo la guerra civile. Tra i più noti Rafael Alberti, Juan Ramón Jiménez, Léon Felipe e Josè Moreno Villa.
Nel corso del XX secolo si distinse, inoltre, l'opera di Salvador de Madariaga.

#### Gli intellettuali del regime
Le riviste culturali nazionaliste di quegli anni furono Escorial e Garcilaso.
Durante le varie fasi del regime franchista (1939-1975), inizialmente legato alle correnti culturali del nazionalismo spagnolo, si imposero in Spagna diverse correnti letterarie.
- La generazione del '36
- Il Garcilasismo
- Poesia arraigada

### Il romanzo giallo nel XX secolo
Tra il XX e il XXI secolo per quanto concerne il genere giallo si afferma la figura di Manuel Vázquez Montalbán, che nel 1972 crea il personaggio del detective privato Pepe Carvalho.

### Il fumetto
Nel XX secolo si afferma anche il genere dei fumetti. Nel 1945 viene ideata dal fumettista spagnolo José Cabrero Arnal  la serie a fumetti con protagonista il personaggio immaginario di Pif.

### Prosa e poesia tra XX e XXI secolo

#### Dal dopoguerra
Dopo la fine della seconda guerra mondiale il paese cominciò ad aprirsi alle altri correnti letterarie europee.
- Il Postismo
- La generazione degli anni 50

#### Il ritorno alla democrazia
La transizione democratica iniziata nel 1976 aprì il paese alla democrazia, con il ritorno degli ultimi artisti esuli. 
Da sottolineare l'opera di Camilo José Cela, Premio Nobel per la letteratura nel 1989.
Nascono nuovi autori tra i quali ricordiamo la figura della scrittrice Almudena Grandes.
- I poeti novisimos
- Il postmodernismo (romanzo nero)

### XXI secolo
Nel corso del XXI secolo si affermano altri importati esponenti della letteratura spagnola come Raquel Martínez-Gómez, prima scrittrice spagnola ad aggiudicarsi il Premio letterario dell'Unione europea ,nel 2010, col romanzo Sombras de unicornio.